# レーティッシュ鉄道Ge4/4 III形電気機関車

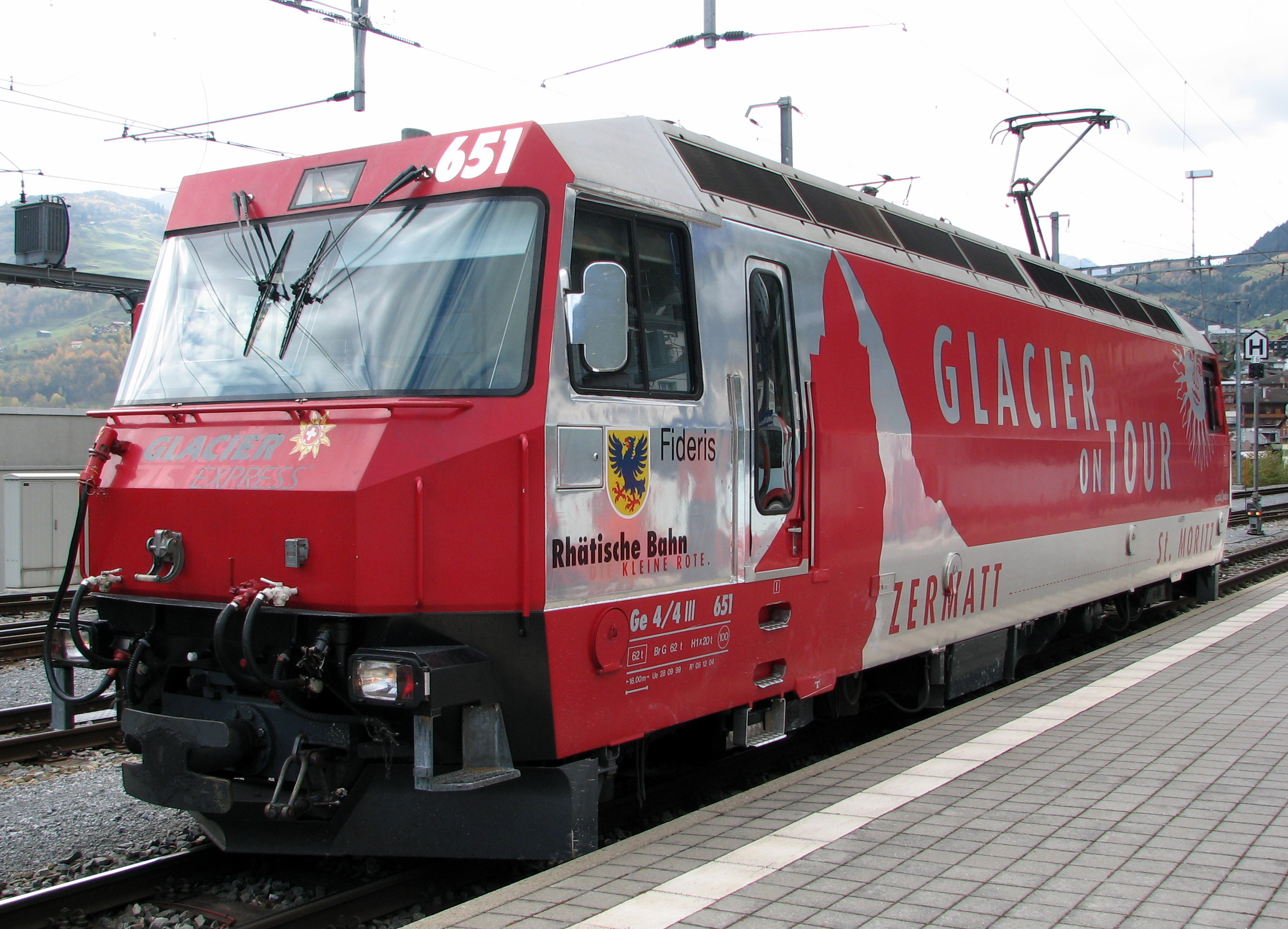
Ge4/4^{III} 651号機、氷河急行塗装、ディセンティス/ミュンスター駅、2008年

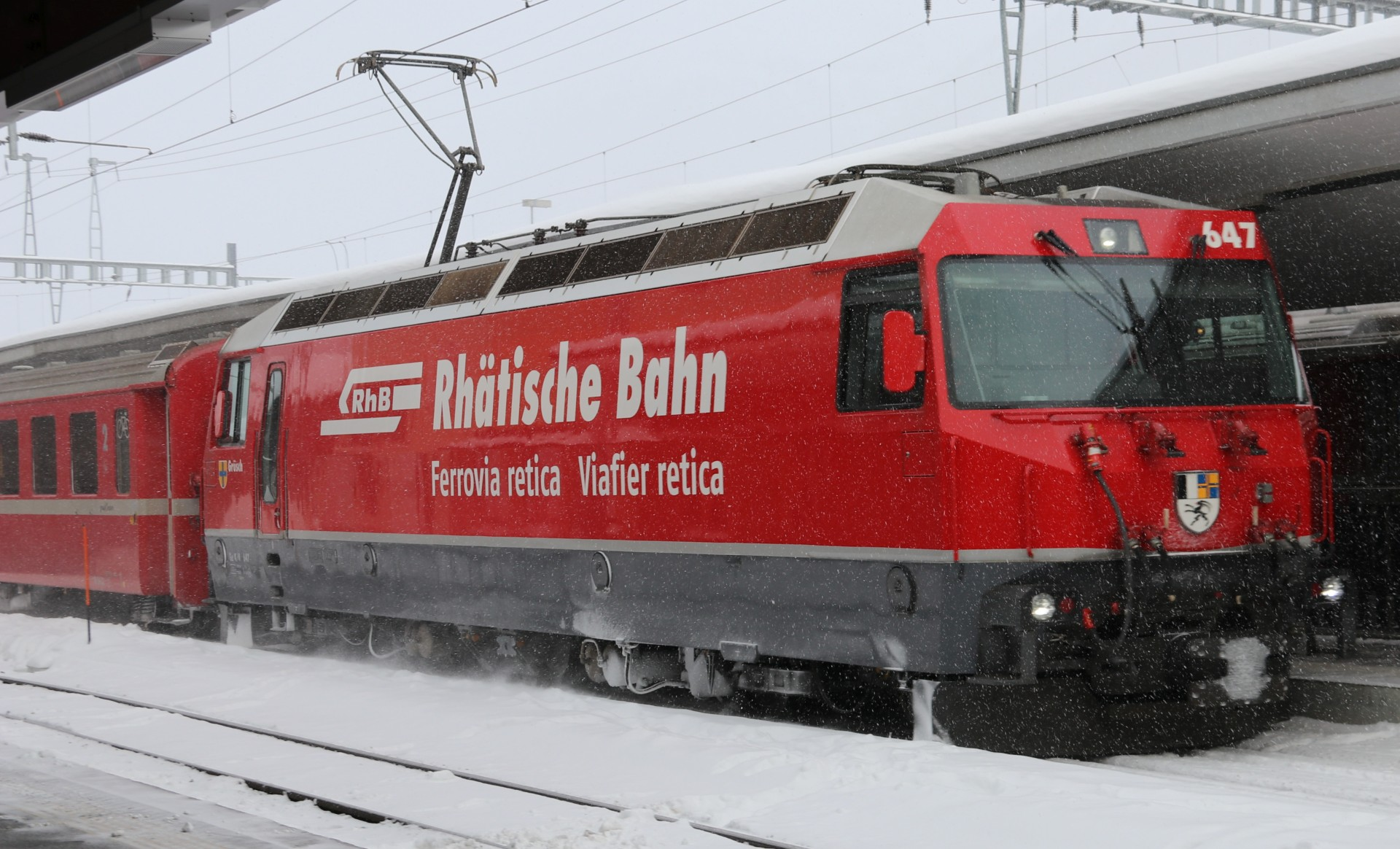
Ge4/4^{III} 647号機、機器更新後、サメダン駅、2020年

レーティッシュ鉄道Ge4/4III形電気機関車（レーティッシュてつどうGe4/4IIIがたでんきかんしゃ）は、スイス最大級の私鉄であるレーティッシュ鉄道の本線系統で使用される山岳鉄道用電気機関車である。

## 概要
本形式は1999年に開通した全長19kmのフェライナトンネルを含む新線（フェライナ線）を通るカートレインの牽引および1997年のクール - アローザ線の電源方式の変更に伴うGe4/4II形の同線への転用と、本線系統の旅客および貨物輸送量の増加に伴う慢性的な機関車不足に対応するために1993年から1999年にかけて計12機が導入された電気機関車であり、VVVFインバータ制御により定格出力3200 kW、牽引力200 kNを発揮する強力機で、45パーミルで210 tを50 km/hで牽引可能な性能を持つとともに、輪軸操舵台車による高い曲線通過性能が特徴となっている。

### 導入の経緯
スイスにおけるVVVFインバータ制御方式の車両は1972年から開始されたスイス国鉄のBe4/4 12001号機による本線試験以降、1970年代後半から1980年代半ばにかけて実用化が進み、スイス国鉄が入換用のAm6/6形ディーゼル機関車とEe6/6II形電気機関車を導入し、1980年代後半には本線用の電気機関車としてスイス国鉄のRe450形、SLMおよびABBによる私鉄用標準型機関車Re4/4形シリーズであるボーデンゼー-トゲンブルク鉄道のRe4/4 91-96形、ジールタル・チューリッヒ・ユトリベルク鉄道のRe4/4 42-47形、フットヴィル連合鉄道のRe4/4 142-143形が導入されている。
こういった状況の下、レーティッシュ鉄道においても1985-88年にVVVFインバータ制御方式の機材の導入が検討され、架線電圧DC1000 Vのベルニナ線には電車を、AC11 kV 16.7 Hzの本線系統には電気機関車を導入することとなり、 ABe4/4 51-56形電車と本形式の開発が進められ、その後、本形式の開発には戦車輸送列車等を牽引する電気機関車の導入に関心を持っていたビエール-アプル-モルジュ鉄道が加わっている。なお、旅客量の多い夏季に本線系統とベルニナ線を直通運転できる交直両用車両も検討されており、VVVFインバータ制御方式の機材でも実現は可能であったが、特に最急勾配70パーミルのベルニナ線においてデッドウエイトとなる交流用機器の重量分の牽引力低下は無視できず、製造コストも高くなるため見送られている。
本形式は最大45パーミルの勾配と曲線が連続する本線系統での運行と、最高速度100 km/hでフェライナトンネルを通過するカートレイン双方に使用できる性能を有する機体とすることとされた。車軸配置は高速重量列車を牽引するフェライナ線での運用には6軸（Bo'Bo'Bo'もしくはCo'Co'）が、曲線の多い本線系統での運用には4軸（Bo'Bo'）が適しているとされていたが、6軸とした場合、当時の主流であった主変圧器を床下の台車間に搭載する方式では機関車全長が長くなってしまい、一方で車体内に搭載した場合でも重量バランスや配線・配管等の取回しを考慮すると機器配置が複雑となって結局全長が長くなり、かつ重心の上昇を招くこととなったため、製造コストやメンテナンスの面でも有利であることから4軸のBo'Bo'とすることとした。4軸案となったことに伴い、粘着牽引力確保のために軸重をそれまでの最大であったGe4/4IIの12.5 tから15.5 tに引上げたが、それでも6軸案より最大牽引力が低下したためにフェライナ線のカートレインの所要時間は当初検討されていたものより延びている。また、牽引力はレーティッシュ鉄道で使用されるねじ式連結器の強度から設定される最大牽引トン数である45パーミルで230 t、35パーミルで310 tに近い、45パーミルで210トン、35パーミルで290 tの列車を従来より速い55 - 65 km/hで牽引可能なものとすることとして、定格出力が2500 kWに設定されている。強度の高い新たな連結器の採用により設定牽引トン数をより大きくすることも検討されたが、従来の連結器の場合、最急勾配35パーミルのアルブラ線で310 tの列車（客車14 - 15両で列車長約270 - 300m）はほとんどの施設の線路有効長に適合するが、列車長がそれ以上になると地上設備の改修に多額の費用がかかる一方で、フェライナ線の開業によりアルブラ線の輸送量が同線へ分散されることが見込まれたため、連結器の変更によるそれ以上の牽引力の確保は見送られている。
台車は本線系統の勾配（最大45パーミル）と曲線（最急半径100 m）の条件において、軸重の重い本形式が重量のある列車を牽引する際に、粘着牽引力を最大限発揮することと、曲線区間におけるレールと動輪の摩耗を低減することを目的として操舵台車を採用している。スイスにおける輪軸操舵機構を使用した車両は、古くはSLMが1930-40年代に路面電車等向けに開発した3軸式操舵台車などがあり、1980年前後には輪軸操舵機構付駆動装置を装荷した2軸ボギー台車を使用した狭軌用電気機関車であるフルカ・オーバーアルプ鉄道Ge4/4形とモントルー・オーベルラン・ベルノワ鉄道/フリブール・グリュエール-フリブール-モラ鉄道のGDe4/4形が開発され、前者はレーティッシュ鉄道が借入れて運行した実績がある。その後、前述の私鉄用標準型機関車Re4/4形シリーズとスイス国鉄Re450形や、本形式と同時期に開発が進められていたスイス国鉄の高速列車牽引用のRe460形機関車にも輪軸操舵機構を備えた台車が装荷されており、特にRe460形は輪軸が台車に対し最大4 °転向することで半径300 mの曲線を104 km/hで走行できる高い曲線走行性能を有している。本形式の台車は私鉄用標準型機関車Re4/4形シリーズとスイス国鉄Re450形のものをベースに最高速度120 km/hに対応した狭軌台車としてSLMが開発したもので、曲線区間だけでなくフェライナトンネルの直線区間における100 km/hでも優れた走行性能を発揮するものとなっている。
本形式の外観デザインは当初案は私鉄用標準型機関車Re4/4形シリーズやスイス国鉄/マッターホルン・ゴッタルド鉄道のHGe101形/HGe4/4II形と同様の実用性や堅牢性を第一としたデザインであったが、レーティッシュ鉄道では機関車のデザインは鉄道のイメージを代表するものと考えて、平面を組み合わせた、保守・実用性とデザイン性を両立させた外観に改められている。

### 製造
本形式はレーティッシュ鉄道が1989年11月30日にまず発注6機・オプション3機の契約を締結し、続いて1990年にビエール-アプル-モルジュ鉄道が2機を発注しており、さらにレーティッシュ鉄道がクール - アローザ線のAC11 kV 化に伴い同線に転用されるGe4/4II形4機の補充として1991年3月22日に、先の契約のオプションを行使して3機を、その後フェライナトンネルの開業に合わせて1997年に3機をそれぞれ発注しており、これらの発注に基づき、1993-94年製造分は車体、機械部分、台車をSLM、電機部分、主電動機をABBが、1999年製造分はSLMとABBの後身であるAdtranzが製造を担当しており、各機体の価格は1機約6,500,000 スイス・フランとなっている。最初の機体であるGe4/4III 641号機の車体・機械部品は1993年3月4日にSLMからABBに移されて艤装が進められ、同年9月23日に通電試験が、11月15日にABBの試験線での試運転が開始され、並行してレーティッシュ鉄道の整備士や機関士への教習が実施されている。最初の完成機であるGe4/4III 641号機は1993年12月にラントクアルト工場に納入され、ダボス・プラッツ機関区をベースに試運転を行い、必要な機器の改修やソフトウェアの最適化が実施されている。最初に発注された6機のGe4/4 III 641-646は号機が1993年12月から翌1994年6月の間に運行を開始し、続いて第二次発注の3機であるGe4/4III 647-649号機が同年年秋に運行を開始して、フェライナトンネル建設用列車や、従来Ge6/6II形が牽引していたアルブラ線の急行列車に使用されている。その後、運転台の機器配置ほか一部設計変更を行った第三次発注のGe4/4III 650-652号機は1998年末に納入され、翌1999年に運行を開始している。
各機体の機番とSLM製番（641-649号機）、製造年、機体名（主に沿線の街の名称、各機体にそのエンブレムが設置される）は下記のとおりである。
1993、1994年に製造されたグループ
- 641 - 5489 - 1993年12月7日 - Maienfeld
- 642 - 5490 - 1994年1月24日 - Breil/Brigels
- 643 - 5491 - 1994年2月22日 - Vals
- 644 - 5492 - 1994年4月14日 - Savognin
- 645 - 5493 - 1994年5月31日 - Tujetsch
- 646 - 5494 - 1994年6月27日 - Sta. Maria Val Müstair
- 647 - 5634 - 1994年9月20日 - Grüsch
- 648 - 5635 - 1994年11月2日 - Susch
- 649 - 5636 - 1994年12月5日 - Lavin

1999年に製造されたグループ
- 650 - 1999年7月9日 - Seewis im Prättigau
- 651 - 1999年9月28日 - Fideris
- 652 - 1999年11月5日 - Vaz/Obervaz Lenzerheide- Valbella

機体名/エンブレム一覧
641号機 Maienfeld
642号機 Breil/Brigels
643号機 Vals
644号機 Savognin
645号機 Tujetsch
646号機 Sta. Maria Val Müstair
647号機 Grüsch
648号機 Susch
649号機 Lavin
650号機 Seewis im Prättigau
651号機 Fideris
652号機 Vaz/Obervaz Lenzerheide- Valbella

## 仕様

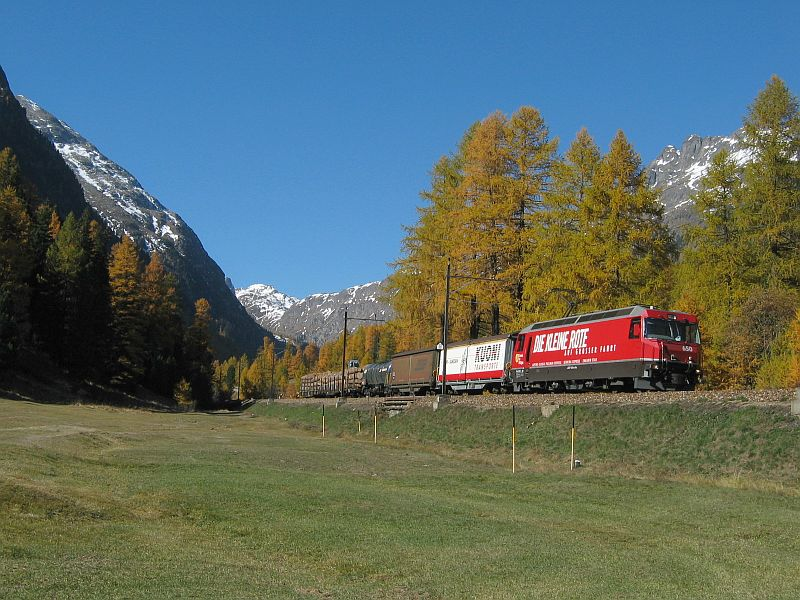
Ge4/4^{III} 650号機、 貨物列車を牽引、ベーベル駅付近、2003年

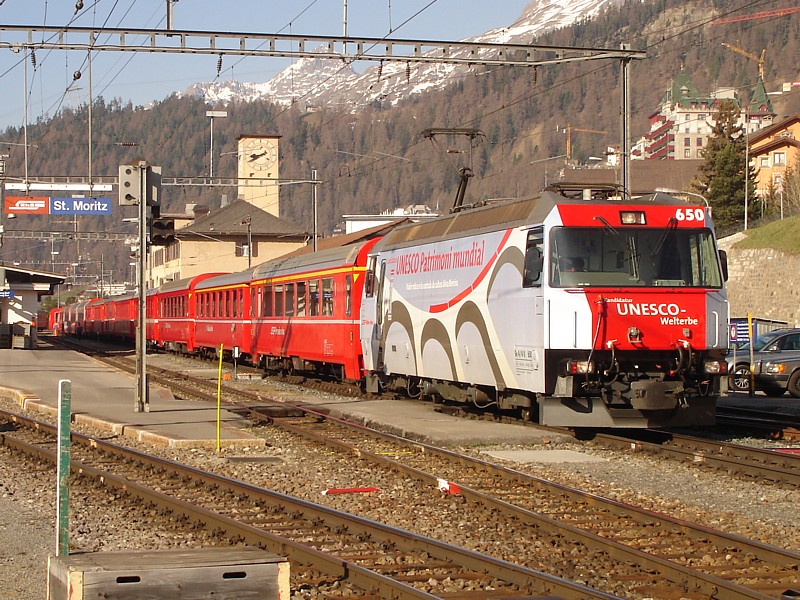
Ge4/4^{III} 650号機、ユネスコ広告塗装、サンモリッツ駅、2007年

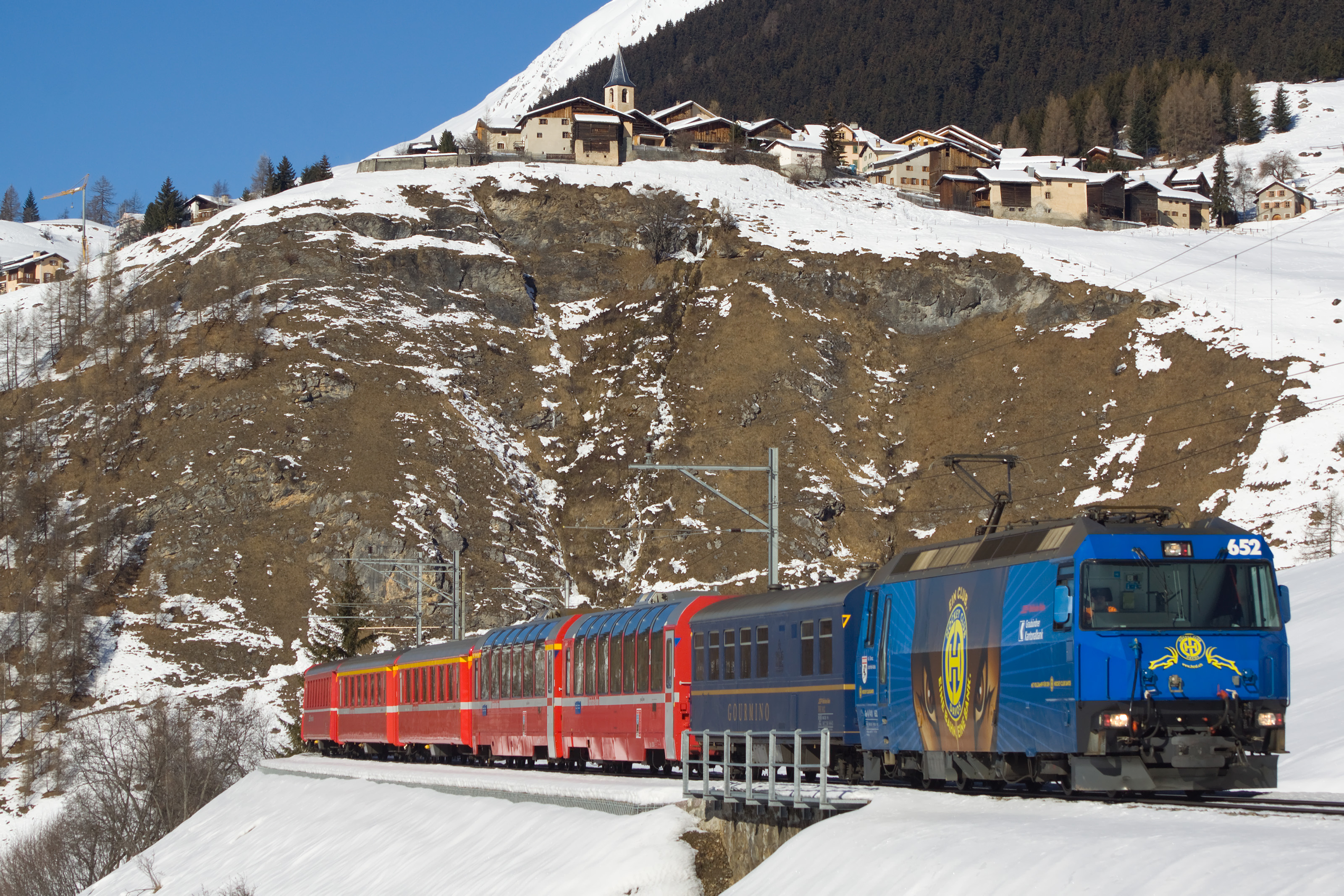
Ge4/4 ^{III} 652号機、食堂車とパノラマ車を連結したレギオエクスプレス（快速列車）を牽引、プレダ-ベルギュン駅間、2010年

### 車体
- 車体は鋼製で、側面は平滑で上半分をわずかに絞られた形状としている。正面はトンネル内での空気抵抗軽減を考慮した直線基調の多面体形状で、同型機であるビエール-アプル-モルジュ鉄道Ge4/4形におけるロールボックに積載した標準軌車両を牽引するための連結器（レール面上1370 mm）の装備にも対応したデザインとなっており、運用および保守上の設計要件は以下の通り[20]。
  - 連結器、前照灯、ウインドウワイパー、フランジ塗油器、各要潤滑箇所へのアクセシビリティの確保
  - 電気連結器の操作性の確保
  - 冬季における屋根、台車、前面の着雪・着氷の抑制
  - 前面への入換作業要員添乗用のステップの設置と安全な作業エリアの確保
  - 清掃作業員用の手摺の設置
  - 制輪子、窓部品の互換性の確保
  - 既存の車輪旋盤への適合
- 車体内の機械室中央通路式で、平面は車体中心を中心に点対称の配置となっており、配置される機器は以下のとおり（いずれも前位側から）[26]であり、これらの電気機器はユニット化されて配線類もコネクタ接続となっており、屋根を通して容易に交換が可能となっている[27]。
  - 通路右側：主電動機冷却用送風機、主変換装置、主変換装置および主変圧器冷却油ラジエーター用送風機、直流電源装置と蓄電池充電装置、電動空気圧縮機、主電動機冷却用送風機、空気ブレーキ装置、側面乗務員扉
  - 通路左側：側面乗務員扉、主電動機冷却用送風機、主制御装置や車両制御システムなどの電子機器ラック、補機類、主変換装置および主変圧器冷却油ラジエーター用送風機、主変換装置、主電動機冷却用送風機
- 屋根上にはシングルアーム式の集電装置2基と接地装置付の真空遮断器、ナイフスイッチ式の集電装置開放スイッチ器、交流避雷器が搭載され[28]、屋根肩部には空気取入口のルーバーが並んでいるが、この部分を含め屋根はほぼ全長にわたり取外しが可能な構造となっている[26]。また、床下には車体中央部に主変圧器とその前後に冷却油用オイルポンプ、蓄電池、空気タンクが装備されている[26]。
- 運転室は長さ2000 mmで、Ge4/4III 641-648号機は乗務員席肘掛前部に設けられたジョイスティック式のマスターコントローラーによりが運転操作を行う方式となっており、座席左側には力行および電気ブレーキと砂撒き装置を操作するジョイスティックと警笛、座席の向きの変更、保安装置用の押ボタンが、座席右側にはブレーキを操作するジョイスティックと、バックミラー、警笛用の押ボタンが装備されているほか、デスクタイプの運転台計器盤の右側に入換ブレーキ用のジョイスティックが装備されている。運転台計器盤は液晶ディスプレイ2基と表示灯類、スイッチ類を備えたグラスコックピット化されたものとなっており、液晶ディスプレイのうち1基は速度、圧力、電圧、牽引力などの機関車運行上のデータの表示を、もう1基はモニタ用で、機関車および列車の各種データを表示している[29]。運転室横の窓は引違式で、その前部には電動式のバックミラーが設置されているほか、乗務員乗降扉は機械室にのみ設置されており、運転室へは機械室より出入りする方式となっている。
- Ge4/4III 650-652号機の運転台はスイスやドイツで一般的な円形のハンドル式のマスターコントローラー、列車用ブレーキハンドルは縦軸式のブレーキハンドルによりが運転操作を行う旧来の方式に戻され[1]、入換用ブレーキの操作器のみジョイスティック式となっている[30]。また、運転台計器盤も液晶ディスプレイがモニタ用の1画面のみとなり、速度、電圧、電流等の針式の計器7基が設置されたL字配置のものとなっているほか、運転席右側にスイッチ盤が増設されている[31]。なお、この運転台の配置はその後2010年代頃までのレーティッシュ鉄道の標準的運転台配置となっており、新造車ではBDt 1751-1758形制御客車、運転台改修車ではBDt 1741-1742形、BDt 1731形、BDt 1721-1723形制御客車とGem4/4形ディーゼル/電気兼用機関車が類似の配置となっている。
- 正面は非貫通で大型の曲面1枚ガラス窓のついた多面体スタイルで、上部中央と下部左右の3箇所に角型の前照灯・尾灯のユニットが設置されている。連結器はねじ式連結器で緩衝器が中央、フック・リングがその左右にあるタイプである。なお、フェライナトンネル用の機体は当初+GF+式自動連結器[注釈 24]となる予定であったため、半日程度で連結器の交換が可能な構造となっている[21]。なお、実際には+GF+式連結器はカートレイン用貨車間にのみ採用となり、機関車と貨車の機関車側端部はねじ式連結器となっている。また、車体の前面下部およびに大型のスノープラウが、台車前部に小型のスノープラウが設置されており、カーブの区間でも確実に除雪ができるようになっている。
- 塗装
  - 基本的な塗装は車体は赤をベースに車体裾部がダークグレー、赤色との境界部分に銀帯で、側面の運転席側の運転室窓後部に機体名とエンブレムが、反対側にはレーティッシュ鉄道のロゴがつき、正面には機番のみが入り、他機種にあるグラウビュンデン州のエンブレムは設置されていない。また、屋根および屋根上機器が銀色、床下機器と台車はダークグレーである。
  - 全面および部分広告機として多くの機体に広告塗装がなされている。
  - レーティッシュ鉄道ではアルブラ線とベルニナ線とその沿線風景の世界遺産への登録活動の一環として、ABe4/4 51-56形51号機とともにGe4/4III形でも650号機を水色をベースにラントヴァッサー橋をデザインした広告塗装機としていたが、実際に2008年には「レーティッシュ鉄道アルブラ線・ベルニナ線と周辺の景観」として世界遺産登録されている。

### 走行機器
- 主電動機はABB製Typ 6FRA 5248かご形三相誘導電動機[32]を4台搭載しており、主な性能は以下のとおりである[33]ほか、冷却は機械室内に搭載された主電動機毎の冷却用送風機による強制通風式で、冷却風は屋根肩部の吸気口から吸入する[32]。
  - 連続定格：電圧1638 V、電流266 A、出力600 kW、トルク3030 Nm、 力率0.846、効率0.94
  - 最大出力：電圧2180 V、電流380 A、出力820 kW、トルク4800 Nm
  - その他：6極、重量1235 kg、絶縁種別C種[注釈 25]
- 台車は最小曲線半径100 m、最急勾配45パーミル、最高速度120 km/hに対応した軸距2400 mmのボルスタレス式台車で、SLMステアリングスライドベアリング式駆動装置[注釈 26]による操舵台車となっている[32]。台車枠は鋼板を中空の角型に組んだ側梁、中梁と端梁を組立てた構造で、中梁には主電動機・駆動装置を装荷するためのピポット、リンク受および主電動機吊金具、車体に牽引力を伝達するための牽引棒受などが設置され、端梁および横梁にはユニットブレーキ、オイルダンパ、軸箱支持装置などを設置するための受金具を設置している。材質は溶接構造用圧延鋼材のSt52-3N[注釈 27]を主体として、一部の強度要件が低い部材に一般構造用圧延鋼材のSt37-2[注釈 28]が使用されている[13]。
- 駆動装置は私鉄用標準型機関車Re4/4形シリーズとスイス国鉄Re450形のものをベースとしたもので、輪軸上に軸方向にスライド可能なころ軸受を介して吊掛式に装荷された主電動機・歯車箱が一体となって曲線に合わせて転向する構造となっている[13]。主電動機と台車枠間はリンク2本とピポットで連結して転向を可能としつつ、牽引力が主電動機枠からこのリンクを経由して台車枠に伝達される一方、駆動装置の重量の一部は主電動機のノーズを介して台車枠が負担しているほか、台車前後の駆動装置をクロスカップリングを介して連結して台車内前後の駆動装置の変位量を均等なものとしている[34]。
- 台車の軸箱支持方式は軸梁式、軸ばねはコイルばねで、これと直列に防振ゴムを、並列にオイルダンパーを設置しているほか、輪軸の軸箱には軸受に複列円すいころ軸受を使用している[35]。枕ばねは急曲線と車体重量に対応するため3連並列のコイルばねとなしており、上下のばね座に球面ゴムを使用して横方向の柔軟性を確保しているほか、枕ばねと並列に上下方向の、台車前後端部に台車転向方向のオイルダンパーをそれぞれ設置している[35]。台車から車体への牽引力伝達は1本リンク式[36]であるほか、減速比は1:6.136となっている。動輪は直径1070 mmのディスク車輪で、車軸は軽量化のため中空軸となっており、Ge4/4III 650-652号機は防音車輪を使用している[37]。

### 電気機器
- 主変圧器はABB Sécheron[注釈 29]製で、Peraluman-260[注釈 30]アルミニウム[38]製の筺体にセットされて床下中央部に搭載され、出力および容量は走行用のAC950 V/2370 kVAと列車暖房引通用のAC300 V/410 kVA、補助電源装置用のAC800 V/200 kVA、補機用のAC220 V/46 kVAおよびAC110 V/23 kVAが用意されている。冷却は油冷式となっていて容量600 l/minのオイルポンプ2基と主変換装置と共用のオイルクーラー2基を装備しており、冷却風は屋根上中央部の吸気口から吸入する構造で、主変圧器の重量は約9 t、冷却オイル容量は約約1800 lである[33]。
- 制御方式は主変換装置にGTOサイリスタを使用したコンバータ・インバータ式で、主変換装置1系で第1台車の2基の主電動機を、主変換装置2系で第2台車の2基の主電動機をそれぞれ制御する方式としており、各系統ごとに一体化された2基の主変換装置を車体内に設置しており、故障時には運転台から1系統のみを開放することができるものとなっている。
- 主変換装置のコンバーター部とインバーター部には、2組のGTOサイリスタのモジュールをセットしたアルミニウム製のユニットを各2ユニット使用しており[28]、主変換装置にはこれらのGTOユニットのほか、主回路開閉用接触器、フィルタコンデンサおよびその充電回路用抵抗器、過電圧保護回路用抵抗器、電流センサ、電圧センサ、接地スイッチなどが組込まれている[39]。コンバーター部とインバーター部のGTOユニットは共通のものとなっており[28]、コンバーター部には4分割された主変圧器の2次巻線が各ユニットに1組ずつ、インバーター側の2ユニット計4組のGTOモジュールのうち3組が主電動機のU/V/Wの各相にそれぞれ接続されており、インバーター側の残る1組のGTOモジュールは過電圧保護回路用となっている[39]。各GTOサイリスタは油冷式で、主変換装置1基あたりオイルポンプ1基と主変圧器と共用のオイルクーラー1基を機械室内に搭載しているほか、GTOユニットは1基あたり約200 kgで、交換の際には乗務員乗降扉から搬出入することが可能なサイズとなっている[40]。
- ブレーキ装置は主変換装置による回生ブレーキのほか空気ブレーキ（機関車およびカートレイン用）、手ブレーキのほか、客車などの列車用に真空ブレーキ装置を装備する。回生ブレーキは0 km/hまで作用する[38]ほか、ブレーキ力は単機・重連の場合とも、真空ブレーキの列車を牽引時は100 kN、空気ブレーキの列車を牽引時には150 kNに設定されている[36]。
- 車両制御システムとして、スイス国鉄のRe460形と同じABB製のMICAS-S2を搭載している[注釈 31]が、このシステムは制御システム、モニタシステム、列車内データ伝送システム、機関車内データ伝送システムから構成されて車両内の各機器を統合するもので、マイクロプロセッサはインテル80C186と80C196を、デジタルシグナルプロセッサはテキサス・インスツルメンツのTMS320C5を使用している[42]。また、データ記録装置としてSécheron-Hasler[注釈 32]製のTeloc2200を搭載している[26]。
  - 運転台から操作する機関車内の機器類は運転室および機械室の室内灯を除き、主変換装置やブレーキ制御装置をはじめとして前照灯のロー/ハイビームの切替といった制御も全て制御システムと機関車内データ伝送システムを介して制御される[43]。
  - 制御システムと列車内データ伝送システムによって本形式2機までの重連総括制御と本形式対応の制御客車からの遠隔制御が可能となっており、シリアル通信を使用した制御線と何本かの個別の制御線を組込んだ19芯の電気連結器を正面に設置している[44]。
  - 機関車内の機器の故障情報は重連時のものも含め、モニタシステムにより収集されて運転台の故障診断用ディスプレイに故障対応情報と共に表示され、故障した主変換装置・主電動機や補助電源装置の系統解放も乗務員の確認後に自動的に行われるほか、記録された故障時のデータは保守用PCに読出して分析することができる[27]。
- 補助電源装置は主変圧器のAC800V出力を使用するGTOサイリスタ駆動、380V50kVA出力のものを4台装備しており、以下の通り4系統の負荷を分担している[45][46]。
  - 1系：第1台車の2基の主電動機の冷却用送風機2基、主変圧器および主変換装置1系のオイルクーラー用送風機1基
  - 2系：電動空気圧縮機と電動真空ポンプ各1基
  - 3系：第2台車の2基の主電動機の冷却用送風機2基、主変圧器および主変換装置2系のオイルクーラー用送風機1基
  - 4系：主変圧器および主変換装置1系および2系の冷却油用のオイルポンプ計4基、蓄電池用充電器、運転室内用エア・コンディショナー（後述）
- 補助電源装置の各系統の故障時には以下の通りの系統切替を行って機関車の運行を確保することとしている[47]。
  - 1/3系故障時：それぞれの系統の台車毎の主電動機もしくは主変換装置が許容温度以下の場合は動作を継続し、許容温度に達した際には制御回路を開放し、残った主変換装置・主電動機のみで運行を継続する。
  - 2系故障時：2系の負荷を1系に切替え、その後は1系故障時と同様の運行を継続。
  - 4系故障時：4系の負荷を3系に切替え、その後は3系故障時と同様の運行を継続。
- 蓄電池は36 V 133 Ahのニッケル・カドミウム蓄電池となっており[48]、制御電源等に使用されるほか、蓄電池駆動の補助空気圧縮機が搭載されている[49]。また、主変圧器のAC220 VおよびAC110 V出力は運転室の温風/送風機、正面/側面窓およびバックミラーの防霜・防曇ガラスに使用される[50]一方、運転室内の容量4 kWの電気暖房は列車暖房引通用のAC300 Vを使用しており、外部電源を使用した運転室内の保温を可能としている[43]。
- Ge4/4III 650-652号機では前述の運転室配置変更のほか、以下の通りの設計変更が行われている。
  - 動軸端部に設置される接地装置をABB Sécheron製のもの6箇所からTibram[注釈 33]製のもの4箇所に変更[28]。
  - 補助電源装置をGTOサイリスタ駆動のものからIGBT駆動のものに変更する[49]とともに、補助電源装置1系統故障時にも主変換装置・主電動機を2系統とも継続稼働できるよう、故障時の主電動機冷却ファンおよびオイルクーラーの接続回路を変更し、補助電源装置の1系もしくは3系が冷却ファン4基とオイルクーラー2基を駆動するようにしている[47]。
  - 主変換装置とコンバーター/インバーター冷却油用のオイルポンプの間のにメンテナンス用の締切バルブを設置[40]。
  - 機械室内にスウェーデンのBon Air[注釈 34]製の運転室用エア・コンディショナーを設置している。なお、この装置は既存の運転室用電気暖房やMICAS-S2には統合されない独立制御のものとなっているほか、1999-2000年にGe4/4III 641-649号機にも追設されている[48]。

### 改造

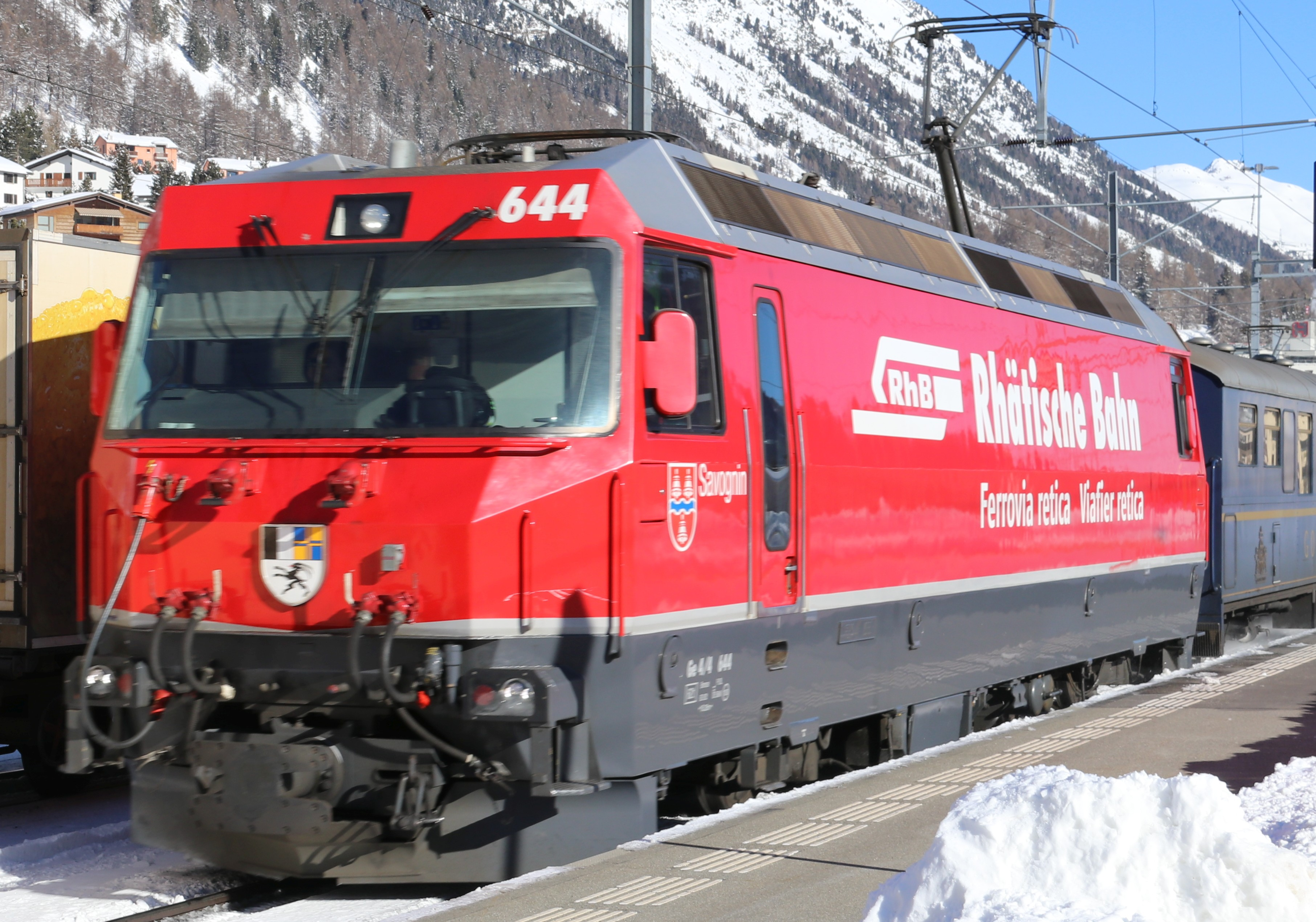
更新改造により灯具類、正面の電気連結器と連結ホースが変更され、グランビュンデン州のエンブレムが設置されたGe4/4^{III} 644号機、サメダン駅、2020年

- 2016-19年に1,000万スイス・フランをかけて今後20年間の運用を見越した更新改造が実施されることとなり[51]、2016年12月12日に最初の機体となるGe4/4III 644号機がロールアウトし、同年中にGe4/4III 647号機が、翌2018年にはGe4/4III 641、643号機が改造され、2019年末までに計6機が改造されている[52]。主な改造内容は以下の通りであり、主変圧器と主開閉器の整備はスイス国鉄のイヴェルドン工場で、その他の作業はラントクアルト工場で実施されている[51]。
  - 客車の真空ブレーキから空気ブレーキ化[注釈 35]に合わせて列車用の真空ブレーキ装置を空気/真空両用ブレーキに変更し、正面の電気連結器と連結ホースの配置を変更。これに合わせて電動空気圧縮機、電動真空ポンプとその制御装置を変更し、屋根上に電動空気圧縮機用の空気導入口を設置。
  - 新しい列車保安装置であるZSI127（ドイツ語版）を搭載。
  - 機器室内の機器類を取外して整備を行うとともに、機器室内や配線類を補修。
  - 車体および台車の補修と、輪軸と台車のオイルダンパの交換、電機品の整備。
  - 運転室前面および床面強化と運転席の交換。
  - 前照灯および尾灯を丸型のLEDのものに、汽笛を2段階のものに交換。
  - 正面下部中央にグラウビュンデン州のエンブレムを設置し、側面の機体名とエンブレムを運転室右側窓下に移設。車体広告のない機体は、塗装を従来のものをベースの側面のレーティッシュ鉄道のロゴを大きなものに変更。
- 2018年にモントルー・オーベルラン・ベルノワ鉄道から同鉄道で余剰となったGe4/4形8003号機[注釈 36]を譲受し、翌2019年4月からラントクアルト工場でレーティッシュ鉄道で運行するための改造が進められている[54]。運用開始後はGe4/4III653号機となる予定となっており、本機の導入によりフェライナ線のカートレインを本形式2機を編成前後に連結したプッシュプル運転に変更し、これによる列車性能の向上により定時性の確保や火災発生時の安全性向上を図る予定となっている[52][54]。主な改造内容は電気方式や連結器の変更をはじめとする以下の通りの内容であり、今後8-10年をかけて実施される予定の既存12機の更新改造の試作機としての位置づけとしている[54]。
  - 変換装置および主変圧器冷却油ラジエーター用送風機の位置変更、集電装置変更および交流用遮断器類および発電ブレーキ用抵抗器の設置に伴う車体の改造。
  - 電気機器は、主変圧器は冷媒にエステルを使用したものを新たに搭載し、主変換装置は素子に水冷式のIGBTを使用し、補助電源装置を内蔵したものに交換する。冷媒を不燃性のものとしたことと、機器内に密閉することにより火災対策の強化が図られている。
  - 運転台を既存のABe8/12 3501-3515形およびABe4/16 3101-3105形電車（通称 「アレグラ」（Allegra））やGmf4/4 23401-04形ディーゼル機関車のものをベースとしたものに変更。
  - 車両制御システムを、予備部品確保やソフトウエア保守の困難度が高まっているMICAS-S2を2000-10年代に導入された機材に使用されたコンポーネントを活用したものに変更することにより、今後約20年の予備部品確保およびソフトウエアメンテナンスを可能なものとする。なお、ソフトウエア開発はレーティッシュ鉄道が主体となって行うことで今後の保守能力の確保を図ることとしている。
  - 一方で、搭載機器のうち主電動機をはじめとする今後も使用可能な機器類は整備の上引続き使用する。
  - 上記変更や新たな安全保安装置等の組込みなどによる設計認可と併せて最高速度を本形式本来の性能である120 km/hに向上することとし、既存の12機についても同時に120 km/h化を図ることを目標とする[注釈 37]。

### 主要諸元
- 軌間：1000mm
- 電気方式：AC11 kV 16.7 Hz 架空線式
- 最大寸法：全長16000 mm、全幅2800 mm、全高3860 mm（パンタグラフ折畳時）
- 軸配置：Bo'Bo'
- 軸距：2400 mm
- 台車中心間距離：9040 mm
- 自重：60.9 t
- 走行装置
  - 主制御装置：GTOサイリスタ使用のVVVFインバータ制御
  - 主電動機：Type 6FRA 5248かご形三相誘導電動機×4台（連続定格：出力600 kW、電流266 A、電圧1638 V、最大出力：820 kW）
  - 減速比：6.136
- 牽引力
  - 牽引力：170 kN（連続定格出力）、200 kN（定格出力、於0 - 57.6 km/h）いずれも力行・ブレーキとも
  - 牽引トン数：210 t（45パーミル、50 km/h）、300 t（35パーミル、60 km/h）、350 t（15パーミル、78 km/h）
- 最高速度：100km/h
- ブレーキ装置：回生ブレーキ、空気ブレーキ（機関車およびカートレイン用）、手ブレーキ、真空ブレーキ（列車用）
- 機体広告は下表の通り

| Ge4/4III形広告塗装一覧                                                             | Ge4/4III形広告塗装一覧     | Ge4/4III形広告塗装一覧 | Ge4/4III形広告塗装一覧 | Ge4/4III形広告塗装一覧        | Ge4/4III形広告塗装一覧        | Ge4/4III形広告塗装一覧 | Ge4/4III形広告塗装一覧 | Ge4/4III形広告塗装一覧 | Ge4/4III形広告塗装一覧 | Ge4/4III形広告塗装一覧 | Ge4/4III形広告塗装一覧 | Ge4/4III形広告塗装一覧 |
| 年                                                                                 | 641                        | 642                    | 643                    | 644                           | 645                           | 646                    | 647                    | 648                    | 649                    | 650                    | 651                    | 652                    |
| ---------------------------------------------------------------------------------- | -------------------------- | ---------------------- | ---------------------- | ----------------------------- | ----------------------------- | ---------------------- | ---------------------- | ---------------------- | ---------------------- | ---------------------- | ---------------------- | ---------------------- |
| 1994                                                                               | 無                         | 無                     | 無                     | 無                            | 無                            | 無                     | 無                     | 無                     | 無                     |                        |                        |                        |
| 1995                                                                               | Heidiland /Bernina Express | 無                     | 無                     | 無                            | 無                            | 無                     | 無                     | 無                     | 無                     |                        |                        |                        |
| 1996                                                                               | Heidiland /Bernina Express | 不定                   | 無                     | Viessmann                     | 無                            | 無                     | 無                     | 無                     | 無                     |                        |                        |                        |
| 1997                                                                               | Heidiland /Bernina Express | 不定                   | EMS                    | Radio Grischa                 | 無                            | 無                     | Capito GKB             | Vereina Lokomotiviert  | BCU                    |                        |                        |                        |
| 1998                                                                               | Heidiland /Bernina Express | 不定                   | EMS                    | Radio Grischa                 | BEMO                          | 無                     | Capito GKB             | Vereina Lokomotiviert  | BCU                    |                        |                        |                        |
| 1999                                                                               | Coop                       | 不定                   | EMS                    | Radio Rumantsch               | Radio Rumantsch               | RhB                    | Capito GKB             | Vereina                | HCB                    | 無                     | 無                     | 無                     |
| 2000                                                                               | Coop                       | 不定                   | EMS                    | Radio Rumantsch               | Radio Rumantsch               | Swisscom               | Capito GKB             | Vereina                | Holcim                 | Die kleine Rote        | Pontresina             | 無                     |
| 2001                                                                               | Coop                       | 不定                   | EMS                    | Radio Rumantsch               | Radio Rumantsch               | Swisscom               | Was läuft? GKB         | Vereina                | Holcim                 | Die kleine Rote        | Pontresina             | Riri                   |
| 2002                                                                               | Coop                       | 無                     | EMS                    | Radio Rumantsch               | Radio Rumantsch               | Swisscom               | Was läuft? GKB         | Vereina                | Holcim                 | Die kleine Rote        | Pontresina             | Riri                   |
| 2003                                                                               | Coop                       | 100 Jahre Albura       | EMS                    | Radio Rumantsch               | Radio Rumantsch               | Swisscom               | Was läuft? GKB         | Vereina                | Holcim                 | Die kleine Rote        | Pontresina             | Riri                   |
| 2004                                                                               | Coop                       | 100 Jahre Albura       | EMS                    | Radio e Televisium Rumantscha | Radio e Televisium Rumantscha | Swisscom               | Was läuft? GKB         | Vereina                | Holcim                 | Die kleine Rote        | Pontresina             | Riri                   |
| 2005                                                                               | Coop                       | 100 Jahre Albura       | EMS                    | Radio e Televisium Rumantscha | Radio e Televisium Rumantscha | RhB Budget             | Swisscanto GKB         | Swisscom               | Holcim                 | Die kleine Rote        | Glacier on Tour        | Riri                   |
| 2006                                                                               | Coop                       | 100 Jahre Albura       | EMS                    | Radio e Televisium Rumantscha | Radio e Televisium Rumantscha | RhB Budget             | Swisscanto GKB         | Swisscom               | Holcim                 | Die kleine Rote        | Glacier on Tour        | HC Davos               |
| 2007                                                                               | Coop                       | 100 Jahre Albura       | EMS                    | Radio e Televisium Rumantscha | Radio e Televisium Rumantscha | RhB Budget             | Swisscanto GKB         | Swisscom               | Holcim                 | Unesco                 | Glacier on Tour        | HC Davos               |
| 2008                                                                               | Coop                       | 100 Jahre Albura       | EMS                    | Radio e Televisium Rumantscha | Radio e Televisium Rumantscha | BüGa                   | Swisscanto GKB         | Lanxess                | Holcim                 | Unesco                 | Glacier on Tour        | HC Davos               |
| 2009                                                                               | Coop                       | RhB Team               | EMS                    | Radio e Televisium Rumantscha | Radio e Televisium Rumantscha | BüGa                   | Swisscanto GKB         | Lanxess                | Holcim                 | Unesco                 | Glacier on Tour        | HC Davos               |
| 2010                                                                               | Coop                       | RhB Team               | EMS                    | Radio e Televisium Rumantscha | Radio e Televisium Rumantscha | BüGa                   | Swisscanto GKB         | Lanxess                | Holcim                 | Unesco                 | Glacier on Tour        | HC Davos               |
| 2011                                                                               | Coop                       | RhB Team               | EMS                    | 無                            | Radio e Televisium Rumantscha | BüGa                   | Swisscanto GKB         | Lanxess                | Holcim                 | Unesco                 | Glacier on Tour        | HC Davos               |
| 2012                                                                               | Coop                       | RhB Team               | EMS                    | 無                            | Radio e Televisium Rumantscha | BüGa                   | Swisscanto GKB         | Lanxess                | Holcim                 | Unesco                 | Glacier on Tour        | HC Davos               |
| 2013                                                                               | Coop                       | RhB Team               | EMS                    | Lazzarini                     | Radio e Televisium Rumantscha | BüGa                   | A&M AG                 | Lanxess                | 20 Minuten             | Unesco                 | Glacier on Tour        | HC Davos               |
| 2014                                                                               | Coop                       | RhB Team               | EMS                    | Lazzarini                     | Radio e Televisium Rumantscha | BüGa                   | A&M AG                 | Lanxess                | 20 Minuten             | Unesco                 | Glacier on Tour        | HC Davos               |
| 2015                                                                               | Coop                       | RhB Team               | EMS                    | Lazzarini                     | Radio e Televisium Rumantscha | BüGa                   | A&M AG                 | 無                     | 20 Minuten             | Unesco                 | Glacier on Tour        | HC Davos               |
| 2016                                                                               | Coop                       | RhB Team               | EMS                    | Lazzarini                     | Radio e Televisium Rumantscha | BüGa                   | A&M AG                 | 無                     | 20 Minuten             | Unesco                 | Glacier on Tour        | HC Davos               |
| 2017                                                                               | Coop                       | Integral               | EMS                    | 無(新塗装)                    | Radio e Televisium Rumantscha | BüGa                   | 無(新塗装)             | 無                     | JORIMANN               | Unesco                 | Glacier on Tour        | HC Davos               |
| 2018                                                                               | Coop                       | Integral               | EMS                    | 無(新塗装)                    | Radio e Televisium Rumantscha | BüGa                   | 無(新塗装)             | JSonntagsblick         | JORIMANN               | Unesco                 | Glacier on Tour        | HC Davos               |
| 2019                                                                               | Coop                       | Integral               | EMS                    | 無(新塗装)                    | Radio e Televisium Rumantscha | BüGa                   | 無(新塗装)             | JSonntagsblick         | JORIMANN               | Unesco                 | Glacier on Tour        | HC Davos               |
| 2020                                                                               | Coop                       | Integral               | EMS                    | 無(新塗装)                    | Radio e Televisium Rumantscha | BüGa                   | 無(新塗装)             | Watson                 | JORIMANN               | Unesco                 | Glacier on Tour        | HC Davos               |
| 1. 2. 3. 4. 5. 6. 7. 8. 9. 10. 11. 12. 13. 14. 15. 16. 17. 18. 19. 20. 21. 22. 23. |                            |                        |                        |                               |                               |                        |                        |                        |                        |                        |                        |                        |

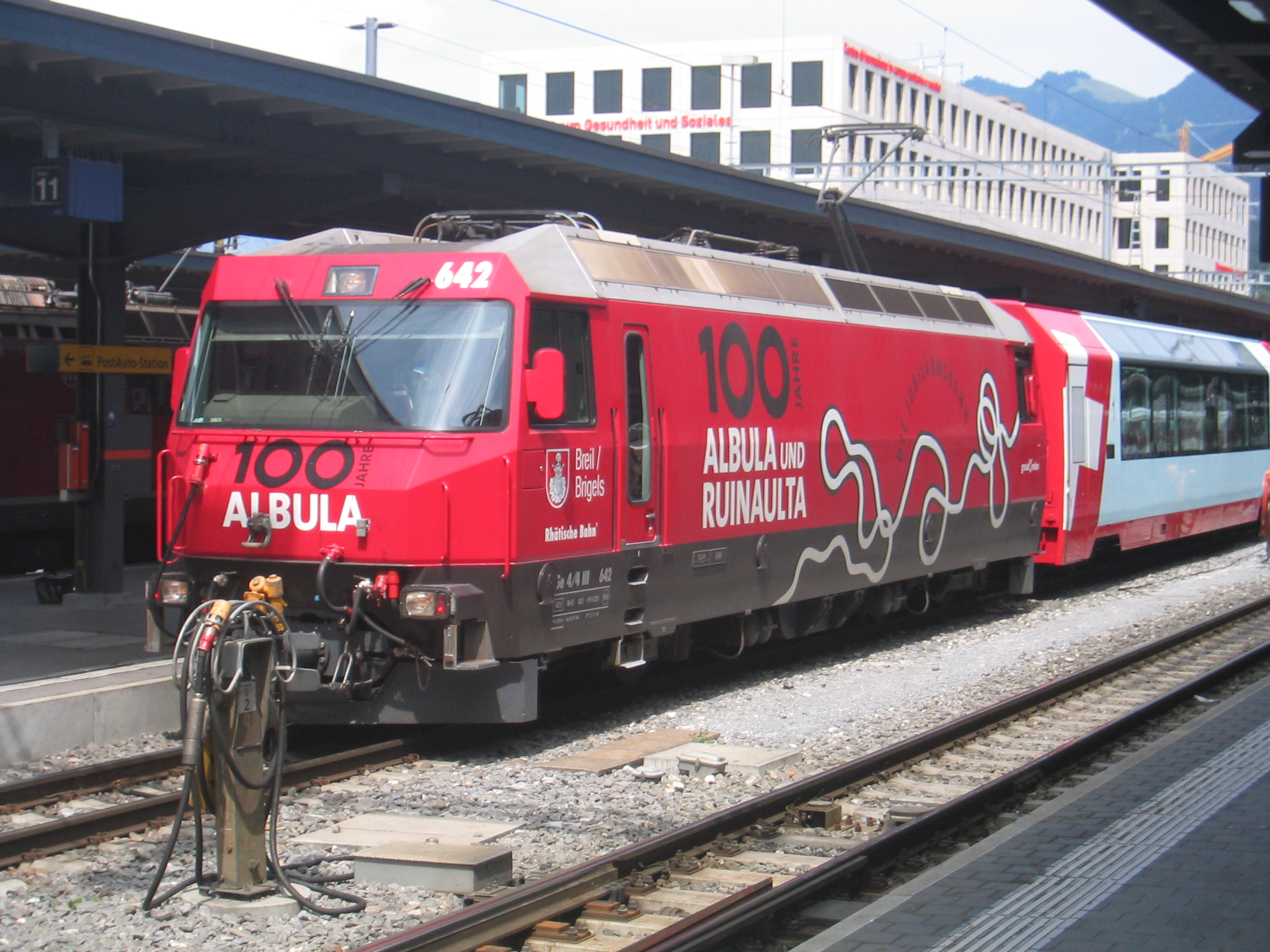
アルブラ線100周年記念、プレダ付近のループ線の線形図が描かれている、642号機、2008年
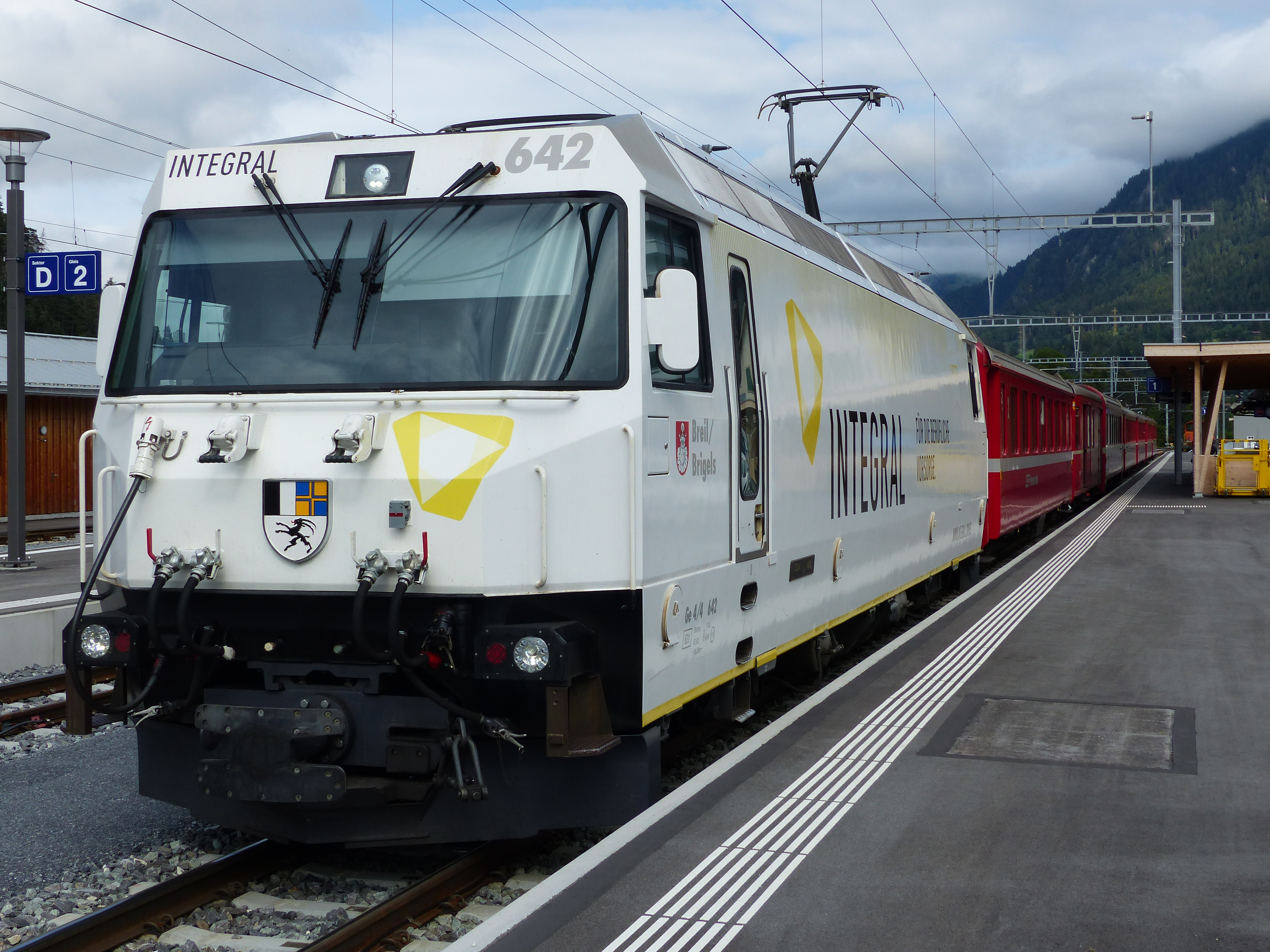
年金保険会社のIntegralの広告塗装、642号機、2019年
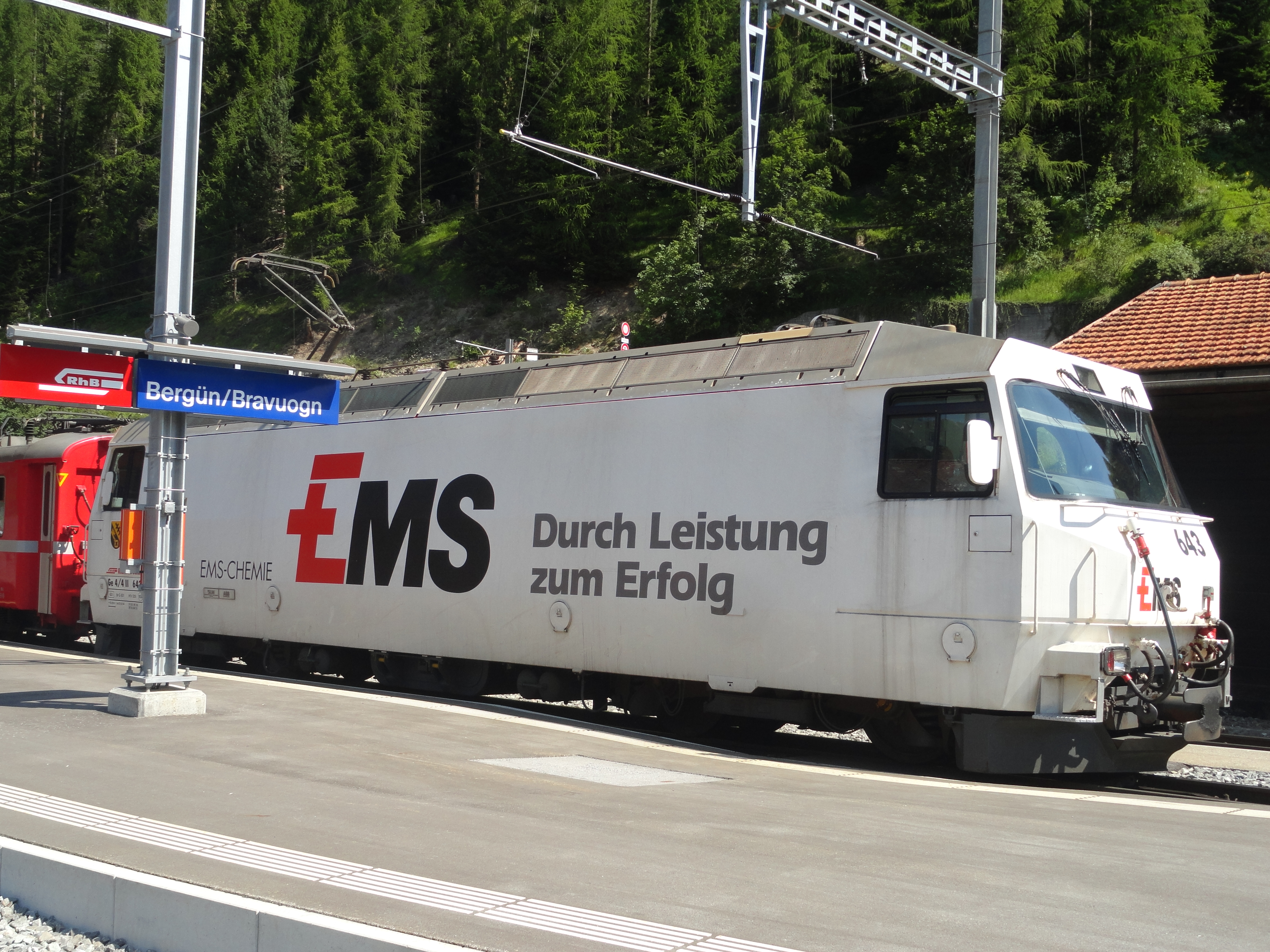
エムス/ドマに本社を置く化学製品メーカーのエムスケミーの広告塗装、643号機、2012年
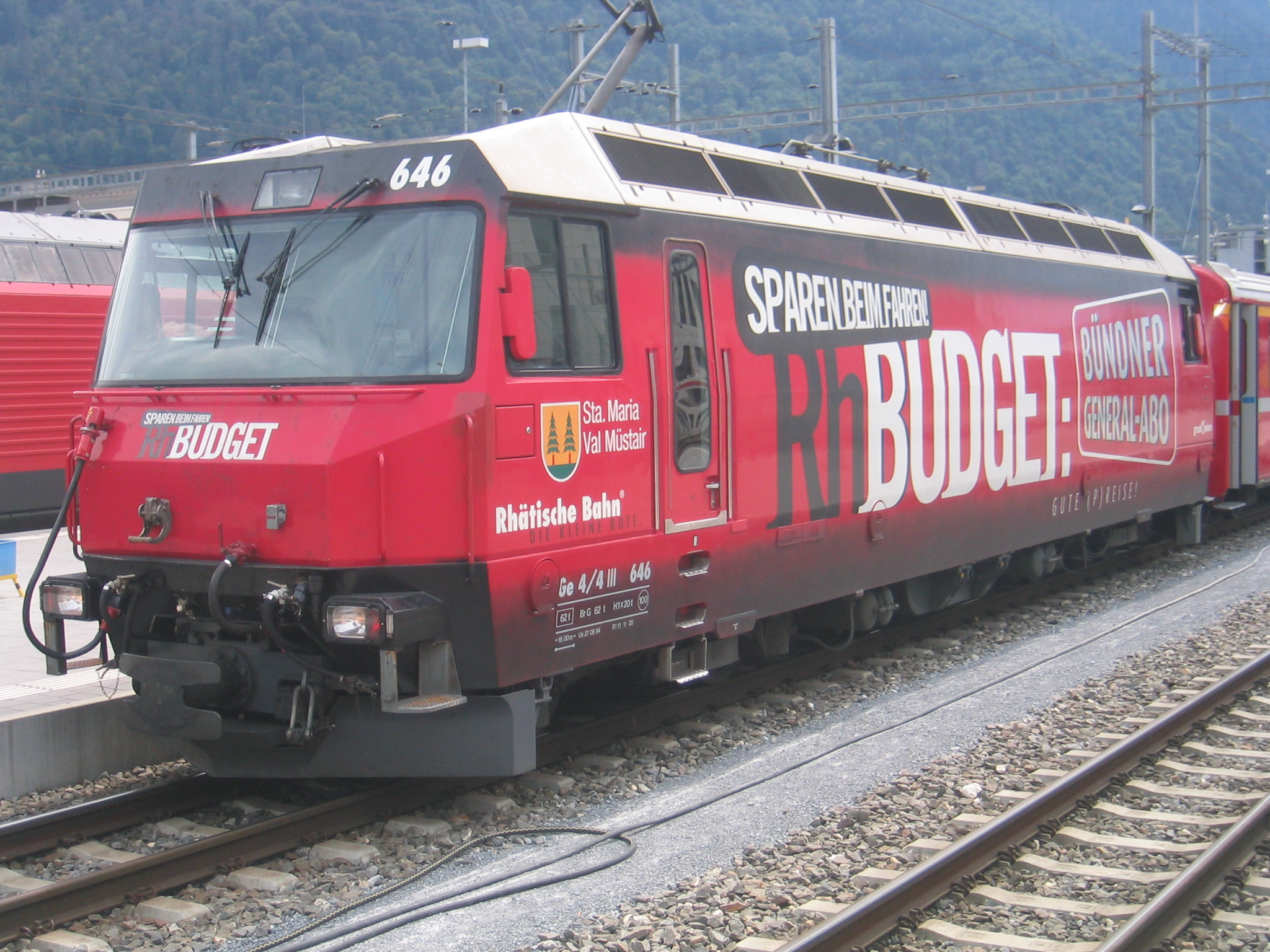
RhB Budgetの広告塗装、646号機、2008年
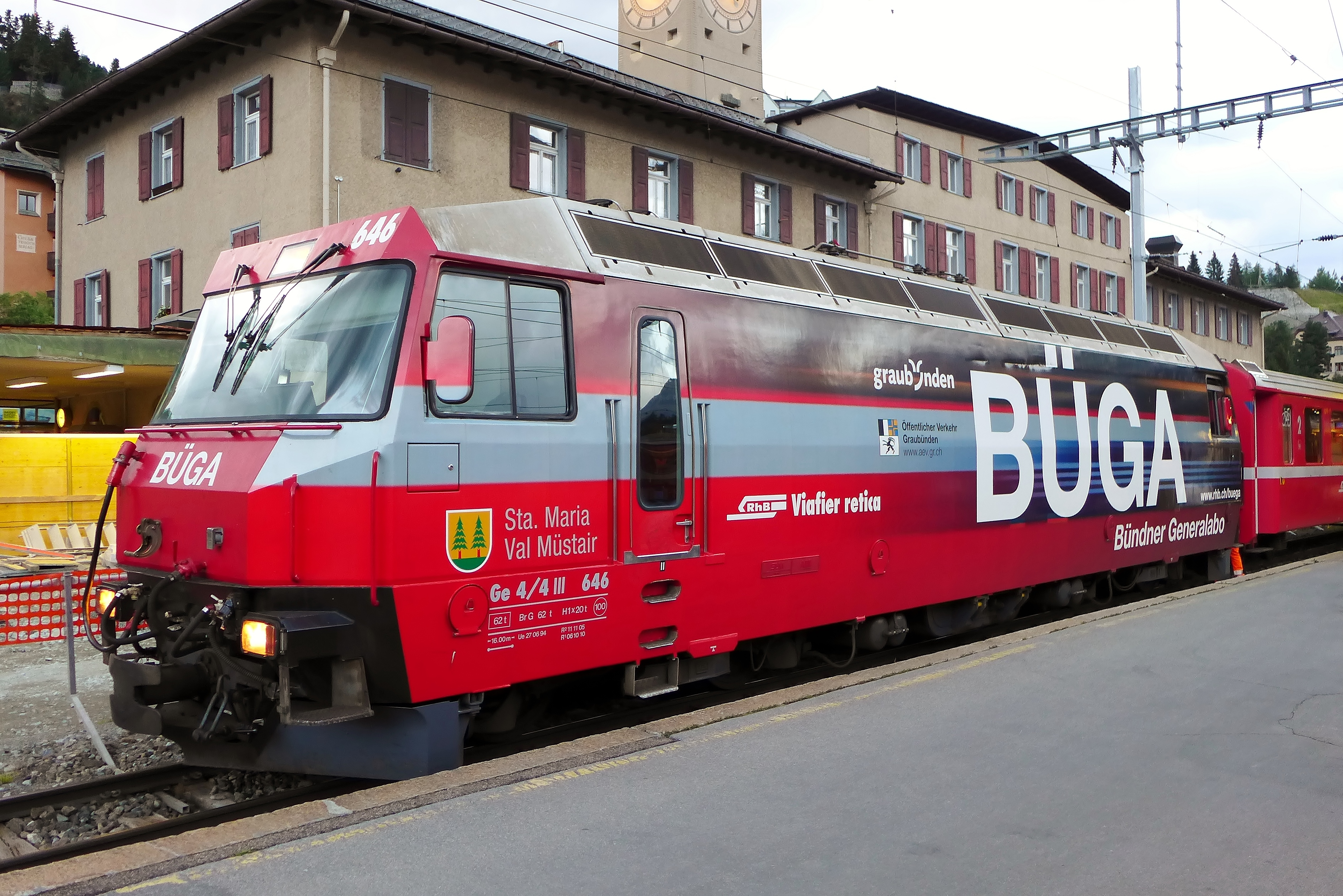
BüGaの広告塗装、646号機、2014年
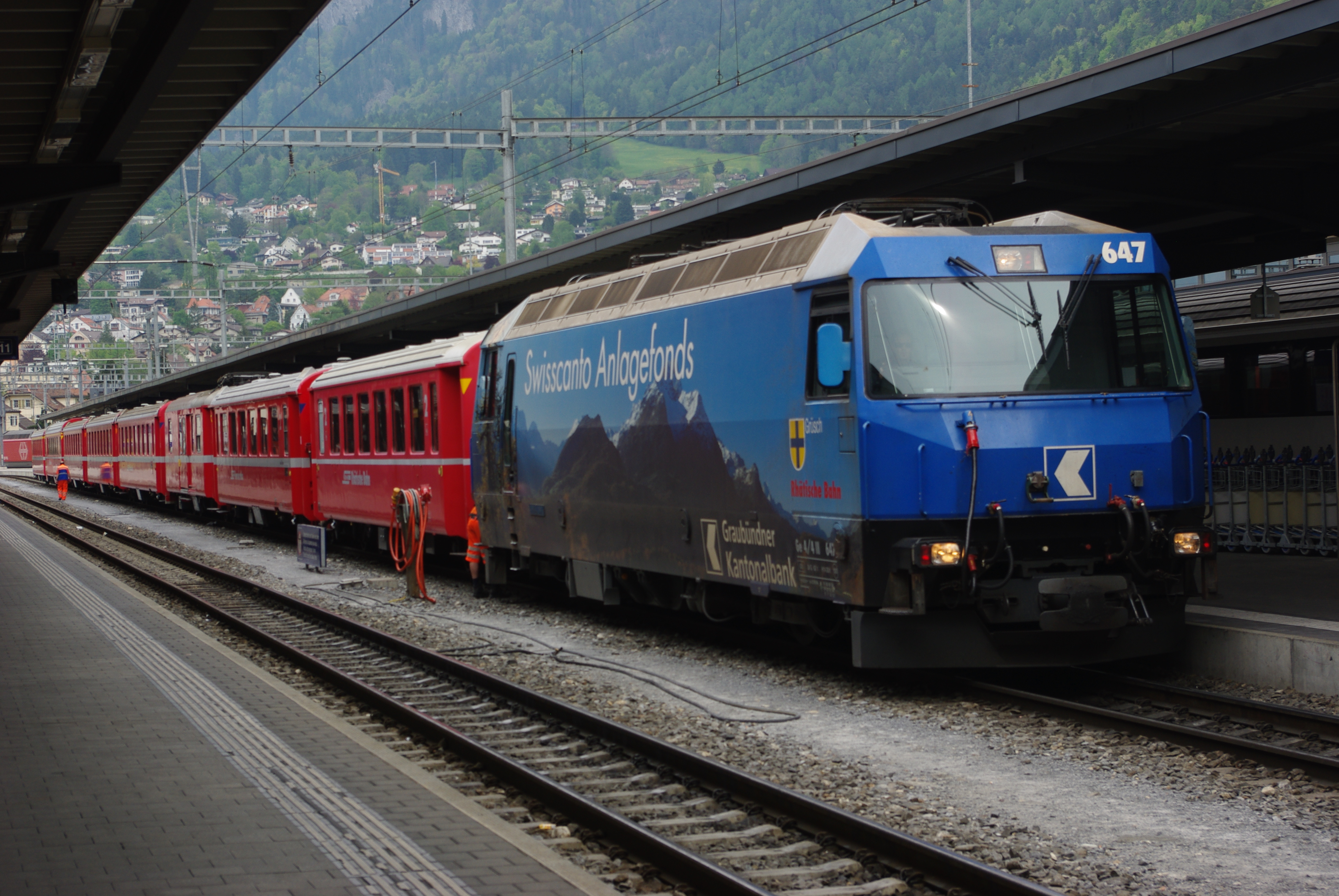
グラウビュンデン州立銀行の広告塗装、647号機、2008年
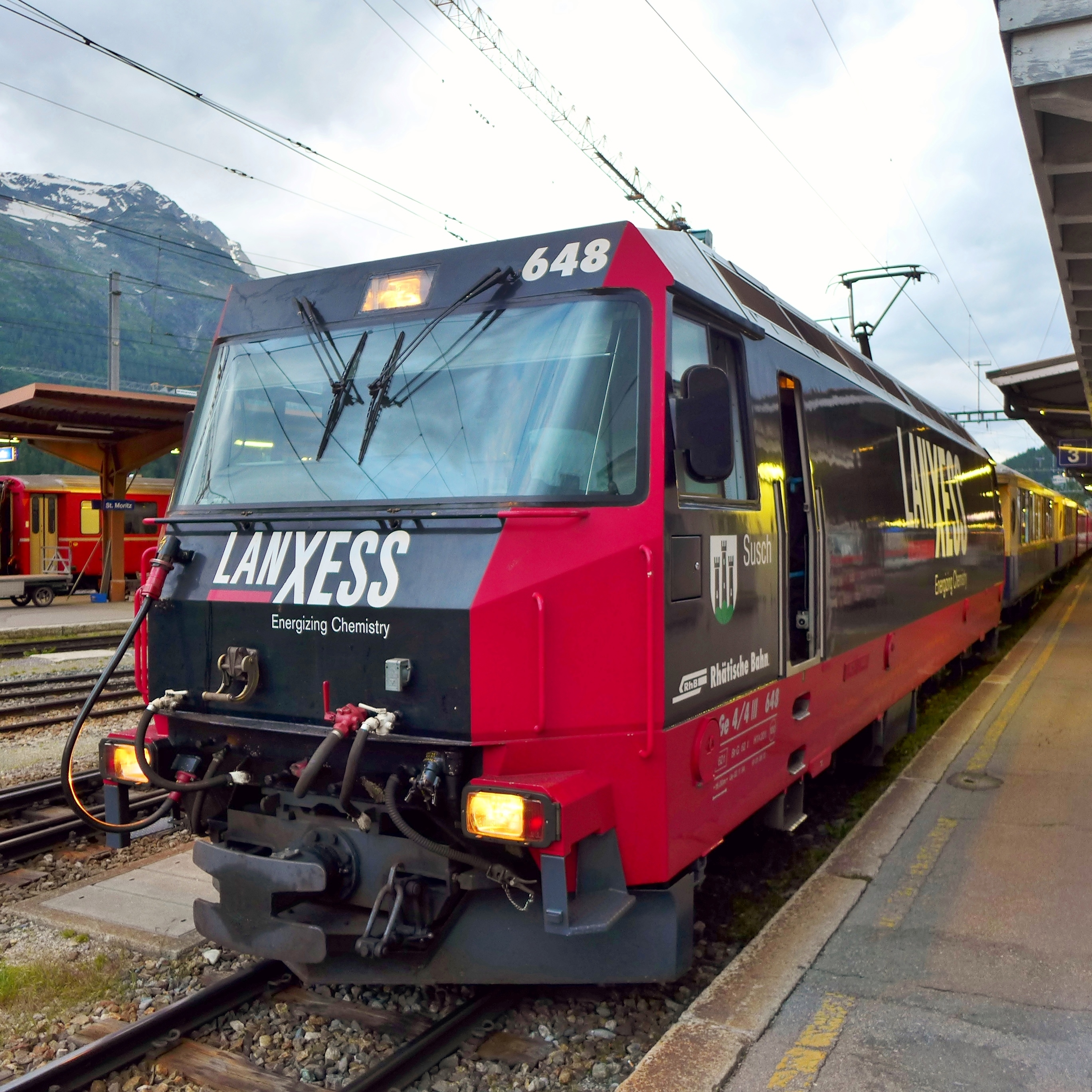
ドイツに本社を置く化学メーカーのLANXESSの広告塗装、648号機、2014年
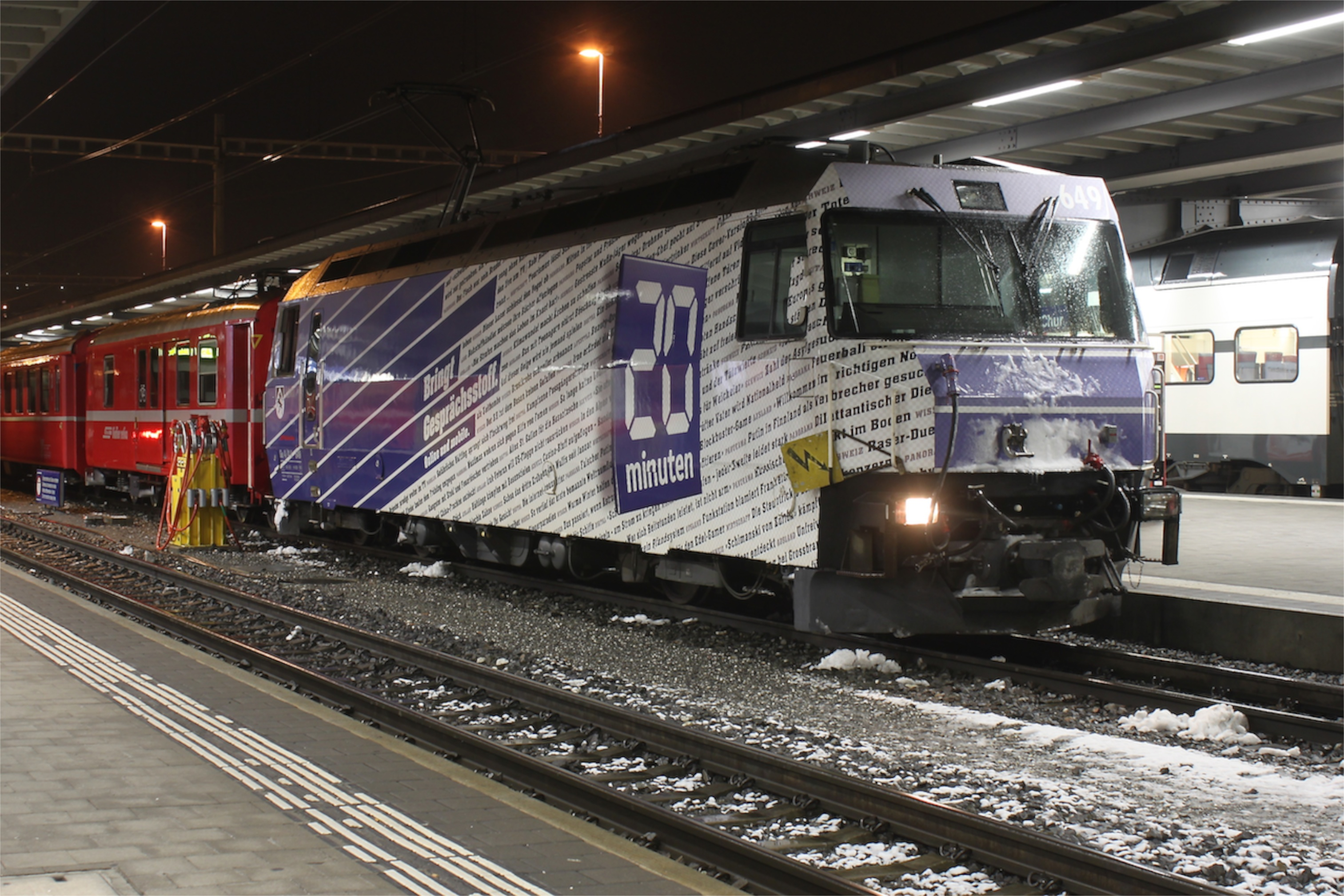
20 Minutenの広告塗装、649号機、2014年
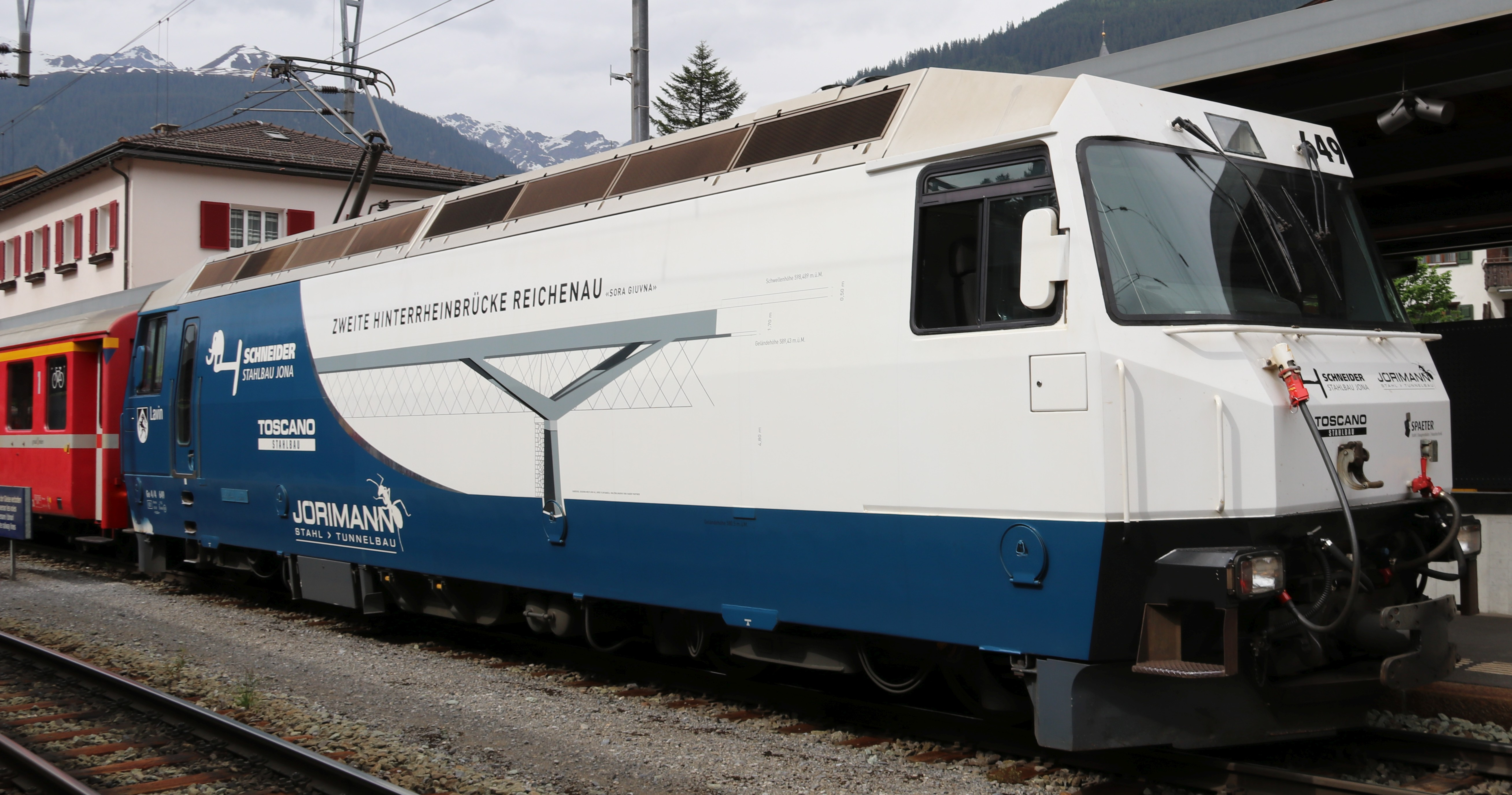
鉄鋼建設・鉄道建設会社のJörimannStahlの広告塗装、649号機、2019年
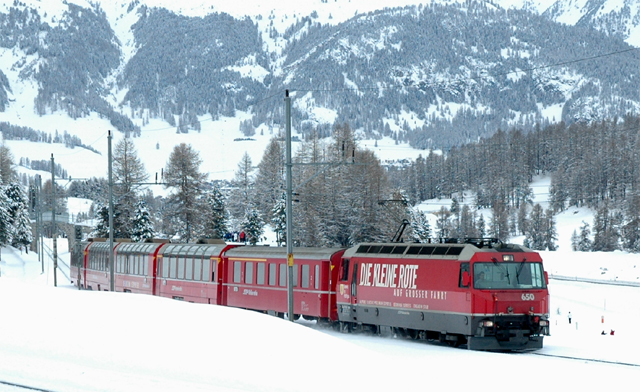
DIE KLEINE ROTEの広告塗装、650号機、2006年
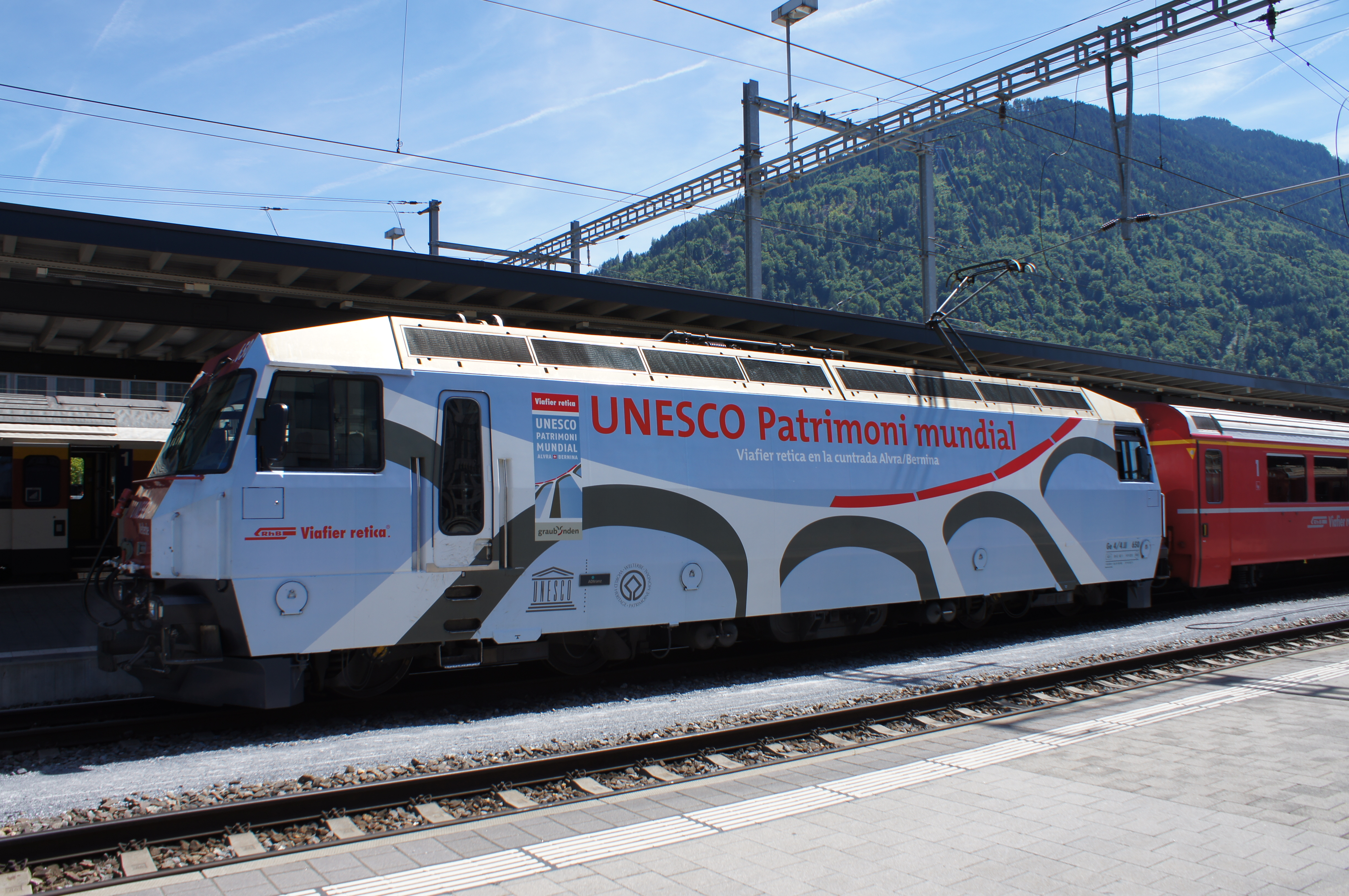
ユネスコ世界遺産登録記念塗装、650号機、2014年
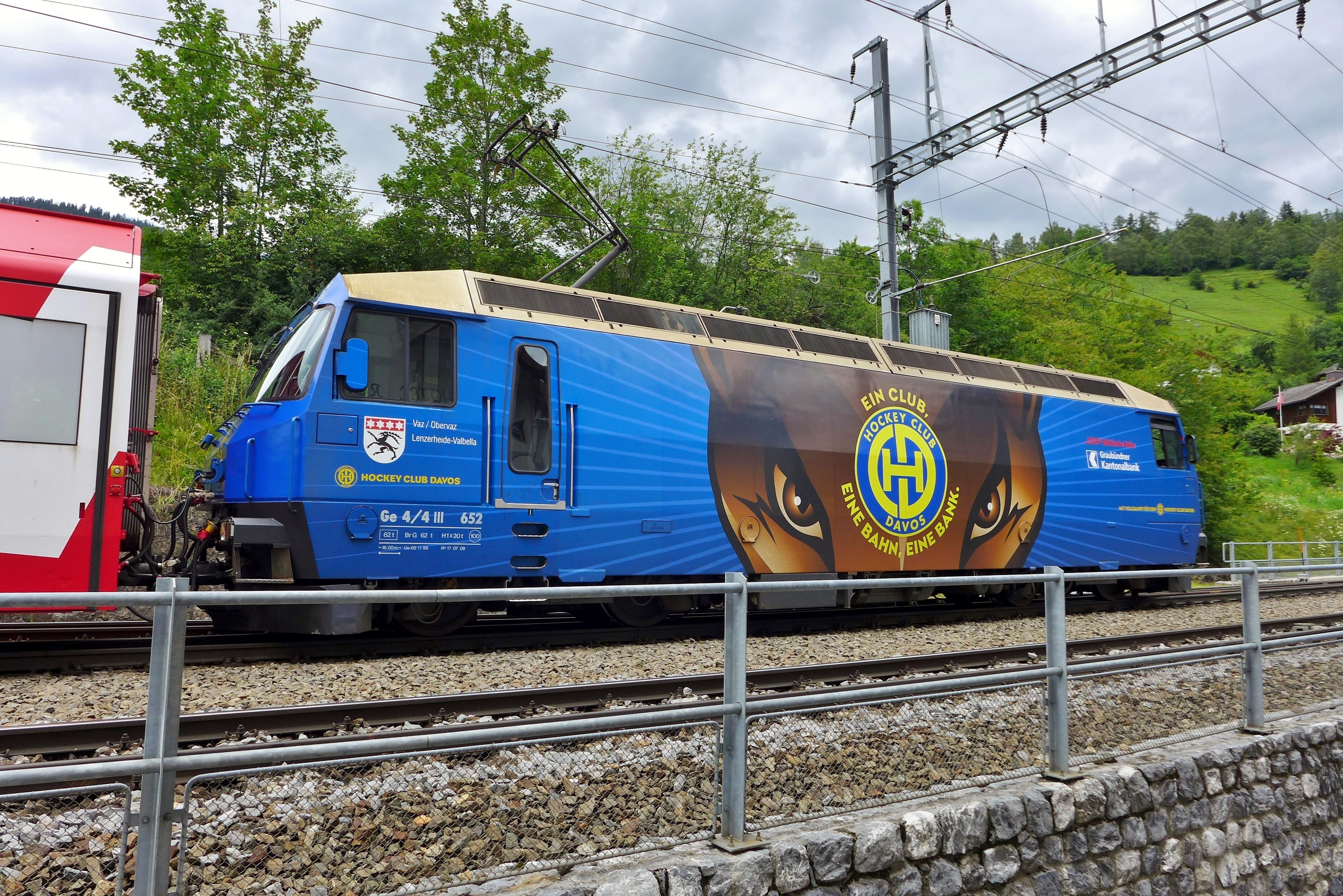
プロアイスホッケーチームのHC Davosの広告塗装、652号機、2014年

## 運行
- レーティッシュ鉄道のAC11 kV区間で使用されているが、Ge4/4I形およびGe4/4II形が専用で運用されるクール・アローザ線へは入線しない。
- 旅客列車では主に単機で重量のある長編成の列車を中心に牽引しており、氷河急行やベルニナ急行にも使用されるほか、2004年からはBDt 1751-1758形部分低床式2等荷物制御客車を使用した"NEVA Retica"[注釈 38]と呼ばれるプッシュプル式シャトルトレインの牽引にも使用されるようになった。なお、従来長編成の旅客列車に使用されていたGe6/6II形は本機の運用開始に伴って貨物列車中心の運行へ移行している。
- 貨物列車や混合列車の牽引にも主に単機で使用される。
- フェライナトンネルを通るカートレインは標高2383メートルのフリュエラ峠（ドイツ語版）を経由する道路を短絡するための列車であり、フェライナ線のフェライナトンネル北側のクロスタース・ゼルフランガ駅からトンネルを通過して同線とエンガディン線の分岐点にあるサヤインス駅の間で運行されており、両駅とも自動車の乗降専用の積載線を持つ[55]。カートレインは長大編成であることと、列車が全て空気ブレーキ付車両で組成されているため、牽引には本機が専用で使用されており[55]、基本的な編成は最大18両編成のプッシュプル式、編成長は約320 mのシャトルトレインで、クロスタース・ゼルフランガ側からサヤインス側にかけて以下の通りの組成となっている[56]。
  - BDt 1741-1742形もしくはBDt 1731形制御客車1両[注釈 39]
  - Skl-tv 8421-8424形およびSkl-tv 8441-8444形屋根なし、車両積載ランプ付車各1両
  - Skl-tv 8461-8499形屋根付き車両積載車最大12両
  - Skl-tv 8451-8454形およびSkl-tv 8431-8434形屋根なし、車両積載ランプ付車各1両
  - Ge4/4III形
- カートレインの車両積載車のサイズが屋根つきの車両で全長19650 mm、全幅3070 mm、全高4670 mmと大型のものとなっており、屋根つきの車両には全長18.5 m、全幅2.5 m、全高3.3 m、総重量 18 t以下の、屋根無しの車両ではホイールベース12.5 m、全幅2.5 m、全高4.0 m、総重量28 tまでの自動車を積載できるため、比較的大型のトラックやバスの輸送も可能となっており、最高速度も100 km/hとされている[57]。その後、スイスの道路網のトラックの総重量制限は28 tから40 tに緩和されているが、28 t以上の車のカートレインへの積載に際しては重量バランスの確保や積載台数制限のために事前予約が必要であったため、総重量44 tまでのトラックを積載できる3両固定編成の車両積載車が発注されており、編成に組込まれる予定となっている[58]。
- 本機は2010年時点では3つのグループに分けて運用されており、氷河急行を含むアルブラ線の旅客列車牽引を中心とした運用、プレティガウ線およびダヴォス-フィリズール間でのBDt 1751-1758形制御客車を使用した"NEVA Retica"を牽引する運用、フェライナ線でのカートレイン牽引の運用が設定されている。例として2010年夏ダイヤ平日における運用を下表に示す[59]。

| Ge4/4III形2010夏ダイヤ平日運用一覧 | Ge4/4III形2010夏ダイヤ平日運用一覧 | Ge4/4III形2010夏ダイヤ平日運用一覧                                                                                           | Ge4/4III形2010夏ダイヤ平日運用一覧 |
| 運用                               | 出庫                               | 運行概要 | 入庫                               |
| ---------------------------------- | ---------------------------------- | --- | ---------------------------------- |
| 101                                | クール ラントクアルト              | アルブラ線の旅客列車 | サメーダン                         |
| 102                                | サメーダン                         | アルブラ線の旅客列車 | サメーダン                         |
| 103                                | サメーダン                         | アルブラ線の旅客列車 | ラントクアルト                     |
| 104                                | ラントクアルト クール              | プレティガウ線-フェライナトンネル-エンガディン線の貨物列車、アルブラ線の旅客列車、アルブラ線およびオーバーランド線の氷河急行 | サンモリッツ                       |
| 105                                | サンモリッツ                       | アルブラ線の旅客列車と氷河急行、サンモリッツ-サメダン間の貨物列車                                                            | サメーダン                         |
| 106                                | サメーダン                         | アルブラ線の旅客列車およびオーバーランド線の氷河急行                                                                         | クール                             |
| 43                                 | ラントクアルト                     | プレティガウ線およびダヴォス・プラッツ-フィリズール間のNEVA Retica                                                           | ダヴォス・プラッツ                 |
| 44                                 | ダヴォス・プラッツ                 | プレティガウ線およびダヴォス・プラッツ-フィリズール間のNEVA Retica                                                           | ダヴォス・プラッツ                 |
| 45                                 | ダヴォス・プラッツ                 | プレティガウ線およびダヴォス・プラッツ-フィリズール間のNEVA Retica                                                           | ラントクアルト                     |
| 109                                | クロスタース・ゼルフランガ         | フェライナ線のカートレイン                                                                                                   | サヤインス                         |
| 110                                | サヤインス                         | フェライナ線のカートレイン                                                                                                   | クロスタース・ゼルフランガ         |
| 111                                | クロスタース・ゼルフランガ         | フェライナ線のカートレイン                                                                                                   | サヤインス                         |
| 1. 2. 3. 4. 5. 6. 7. 8.            |                                    | |                                    |

- 1990年代以降、スイスの各鉄道では低床式の客車や電車の導入により、バリアフリー化が推進されており、レーティッシュ鉄道においても2007年にバリアフリー化やサービス向上と運行の効率化を図るべく4ステップからなる長期更新計画が策定され、この第1-3ステップにおいて本線系統には2009-12年にABe8/12 3501-3515形およびABe4/16 3101-3105形電車（通称 「アレグラ」（Allegra））が導入されるとともに、クール - サンモリッツ間のアルブラ線には2016年より固定編成・部分低床式・展望室付のABi 5701-5706形客車（通称 「アルブラ」（Alvra））導入されている。これに伴い、本機は機関車兼用のABe8/12 3501-3515形とともにABi 5701-5706形客車によるアルブラ線の列車を牽引するようになったほか、BDt 1751-1758形制御客車を使用したプレティガウ線およびダヴォス-フィリズール間の列車およびプレティガウ線からフェライナトンネル経由でエンガディン線までの列車、フェライナ線のカートレインに使用されている。例として2019年夏ダイヤ平日における運用を下表に示す[60]。

| Ge4/4III形2019夏ダイヤ平日運用一覧 | Ge4/4III形2019夏ダイヤ平日運用一覧        | Ge4/4III形2019夏ダイヤ平日運用一覧                                                                                                  | Ge4/4III形2019夏ダイヤ平日運用一覧        |
| 運用                               | 出庫                                      | 運行概要 | 入庫                                      |
| ---------------------------------- | ----------------------------------------- | --- | ----------------------------------------- |
| 151                                | ラントクアルト                            | アルブラ線の旅客列車 | サンモリッツ                              |
| 152                                | サンモリッツ                              | アルブラ線の旅客列車 | サンモリッツ                              |
| 153                                | サンモリッツ                              | アルブラ線の旅客列車 | ラントクアルト                            |
| 154                                | ラントクアルト                            | プレティガウ線とダヴォス・プラッツ-フィリズール間の旅客列車および、朝夕のプレティガウ線-フェライナトンネル-エンガディン線の旅客列車 | サメーダン                                |
| 155                                | サメーダン                                | プレティガウ線とダヴォス・プラッツ-フィリズール間の旅客列車および、朝夕のプレティガウ線-フェライナトンネル-エンガディン線の旅客列車 | ダヴォス・プラッツ                        |
| 156                                | ダヴォス・プラッツ                        | プレティガウ線とダヴォス・プラッツ-フィリズール間の旅客列車および、朝夕のプレティガウ線-フェライナトンネル-エンガディン線の旅客列車 | サメーダン                                |
| 157                                | サメーダン                                | プレティガウ線とダヴォス・プラッツ-フィリズール間の旅客列車および、朝夕のプレティガウ線-フェライナトンネル-エンガディン線の旅客列車 | ダヴォス・プラッツ                        |
| 158                                | ダヴォス・プラッツ                        | プレティガウ線とダヴォス・プラッツ-フィリズール間の旅客列車および、朝夕のプレティガウ線-フェライナトンネル-エンガディン線の旅客列車 | ラントクアルト                            |
| 159                                | クロスタース・ゼルフランガ                | フェライナ線のカートレイン | サヤインス                                |
| 160                                | サヤインス                                | フェライナ線のカートレイン | クロスタース・ゼルフランガ                |
| 161                                | クロスタース・ゼルフランガ ラントクアルト | 運用予備 フェライナ線用機の交換回送                                                                                                 | ラントクアルト クロスタース・ゼルフランガ |
| 162                                | -                                         | 検査予備/改造工事 | -                                         |
| 1. 2. 3. 4. 5. 6. 7. 8.            |                                           | |                                           |

- 2020年には長期更新計画の第4ステップおよび、これに続く"Retica30"および"Strategie RhB 2020"計画に基づくABe4/16 3111-3166形電車（通称「カプリコーン」（Capricorn））を導入し、2020-21冬ダイヤから主にプレティガウ線[表注 1]とダヴォス・プラッツ-フィリズール間の旅客列車での運用に使用し、捻出した機材で経年の進んだGe4/4I形、Ge6/6II形、Be4/4 511-516形を代替することとなった。これに伴い、本形式ではプレティガウ線とダヴォス・プラッツ-フィリズール間の旅客列車で使用されていた機体を従来ABe8/12 3501-3515形が使用されていたアルブラ線の旅客列車の一部[注釈 40]および、従来Ge6/6II形が使用されていた貨物列車の一部に使用するようになっている。例として2021年夏ダイヤ平日における運用を下表に示す[61][注釈 41]。なお、フェライナ線のカートレインの制御客車は2020年にEW II系の制御客車であるBDt 1721-1723形の運転室を本形式やBDt 1751-1758形のものと類似のものに改造したもの[注釈 42]に変更されている。

| Ge4/4III形2021夏ダイヤ平日運用一覧 | Ge4/4III形2021夏ダイヤ平日運用一覧 | Ge4/4III形2021夏ダイヤ平日運用一覧 | Ge4/4III形2021夏ダイヤ平日運用一覧 |
| 運用                               | 出庫                               | 運行概要                           | 入庫                               |
| ---------------------------------- | ---------------------------------- | ---------------------------------- | ---------------------------------- |
| 151                                | ラントクアルト                     | アルブラ線の旅客列車               | サンモリッツ                       |
| 152                                | クール                             | アルブラ線の旅客列車               | サンモリッツ                       |
| 153                                | サンモリッツ                       | アルブラ線の旅客列車               | サメーダン                         |
| 154                                | サメーダン                         | アルブラ線の旅客列車               | クール                             |
| 155                                | ラントクアルト                     | アルブラ線の旅客列車               | サンモリッツ                       |
| 156                                | サンモリッツ                       | アルブラ線の旅客列車               | サンモリッツ                       |
| 157                                | ラントクアルト                     | アルブラ線の貨物列車               | ラントクアルト                     |
| 158                                | ラントクアルト                     | アルブラ線の貨物列車               | ラントクアルト                     |
| 159                                | サヤインス                         | フェライナ線のカートレイン         | クロスタース・ゼルフランガ         |
| 160                                | クロスタース・ゼルフランガ         | フェライナ線のカートレイン         | サヤインス                         |
| 161                                | ラントクアルト                     | フェライナ線用機の交換回送         | クロスタース・ゼルフランガ         |
| 162                                | -                                  | 検査予備                           | -                                  |
| 1. 2. 3.                           |                                    |                                    |                                    |

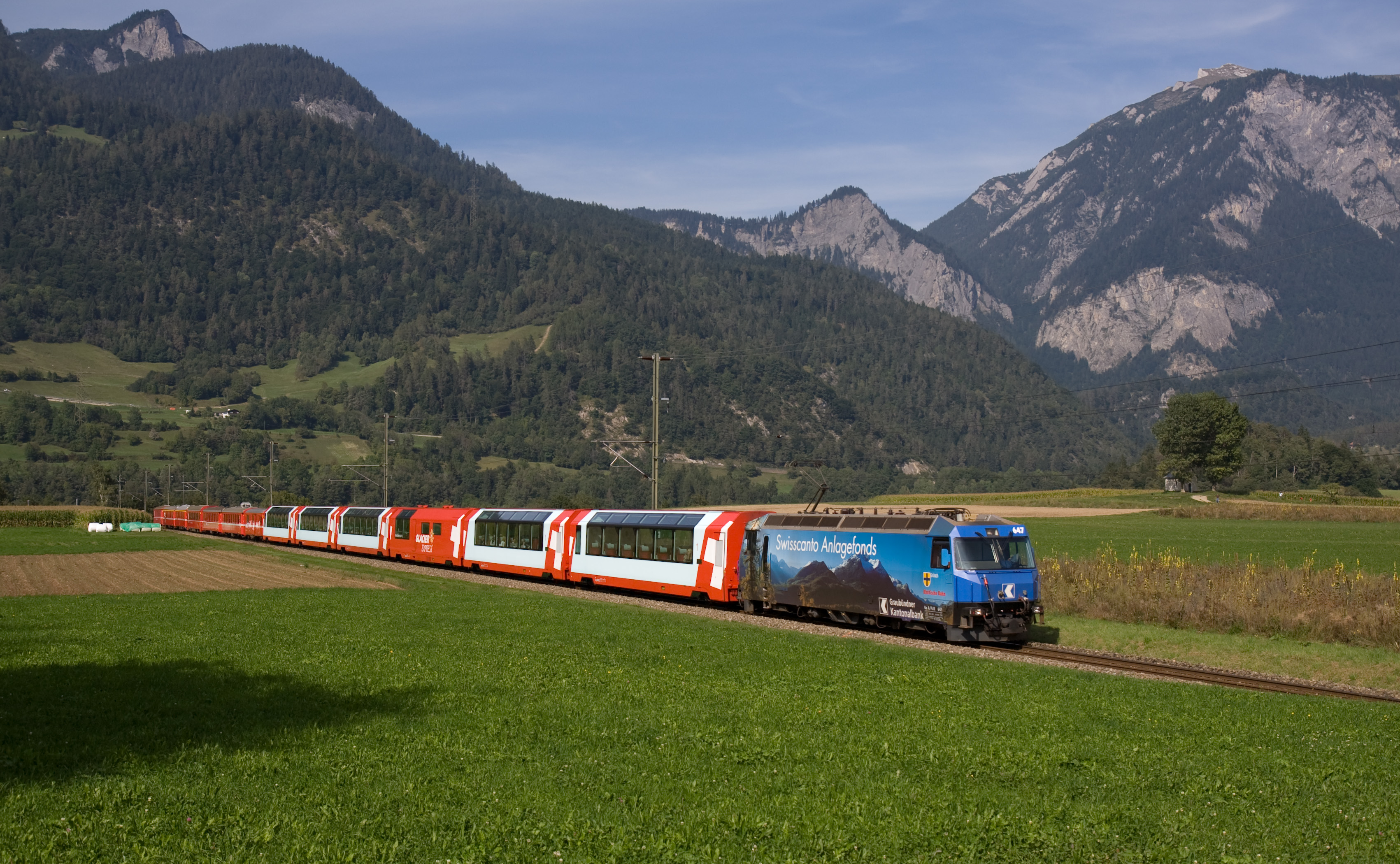
マッターホルン・ゴッタルド鉄道から直通のパノラマ客車にレーティッシュ鉄道線内で通常の客車を増結した13両編成の氷河急行を牽引するGe4/4III 647号機、ライヘナウ・タミンス-ボナドゥーツ駅間、2008年
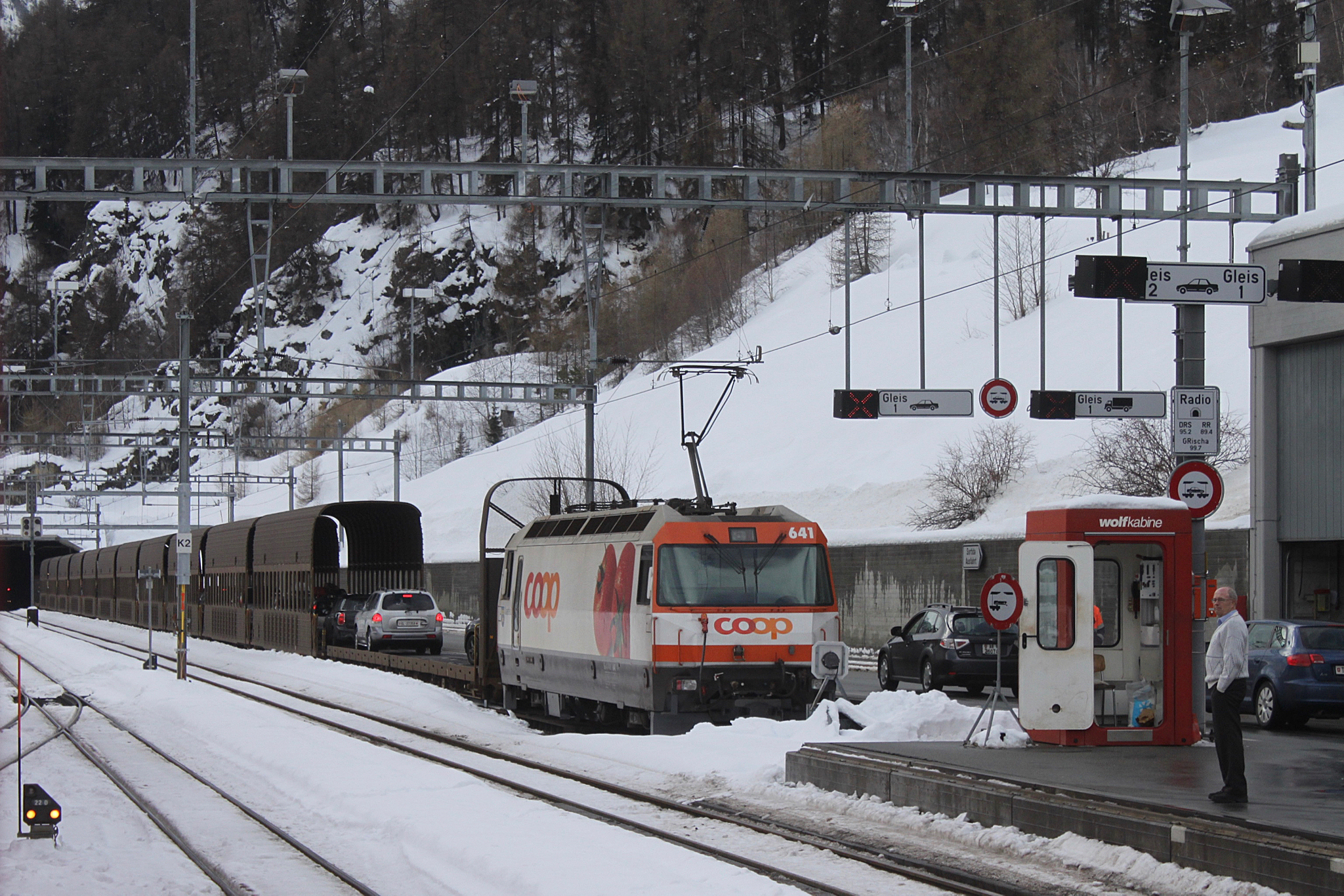
Ge4/4III 641号機が牽引するカートレインに自動車を積載、サヤインス駅、2014年
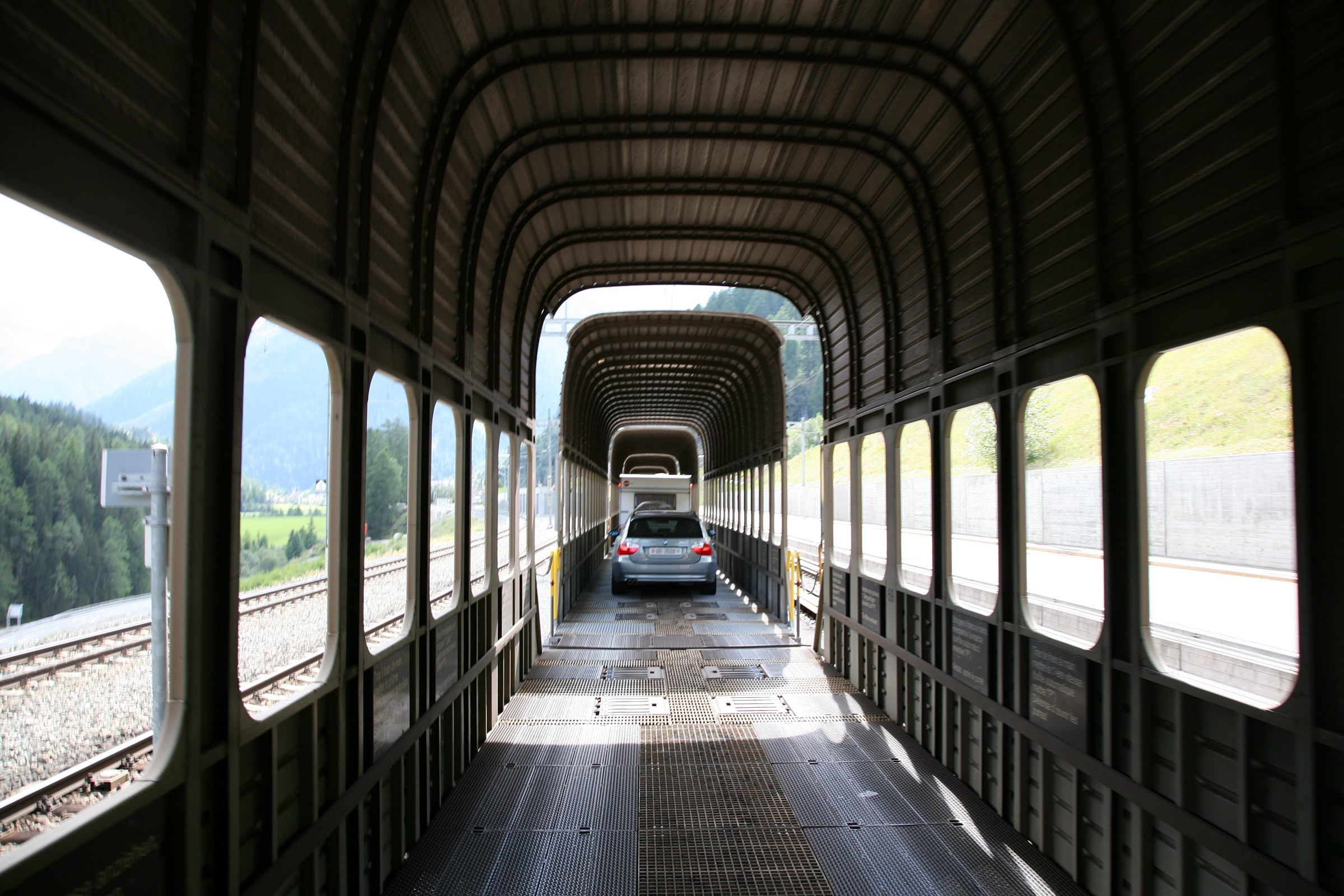
フェライナ線のカートレインの荷台、屋根つきの車両には全長18.5m、全幅2.5m、全高3.3m、総重量 18t以下の自動車を積載できる、サヤインス駅、2007年
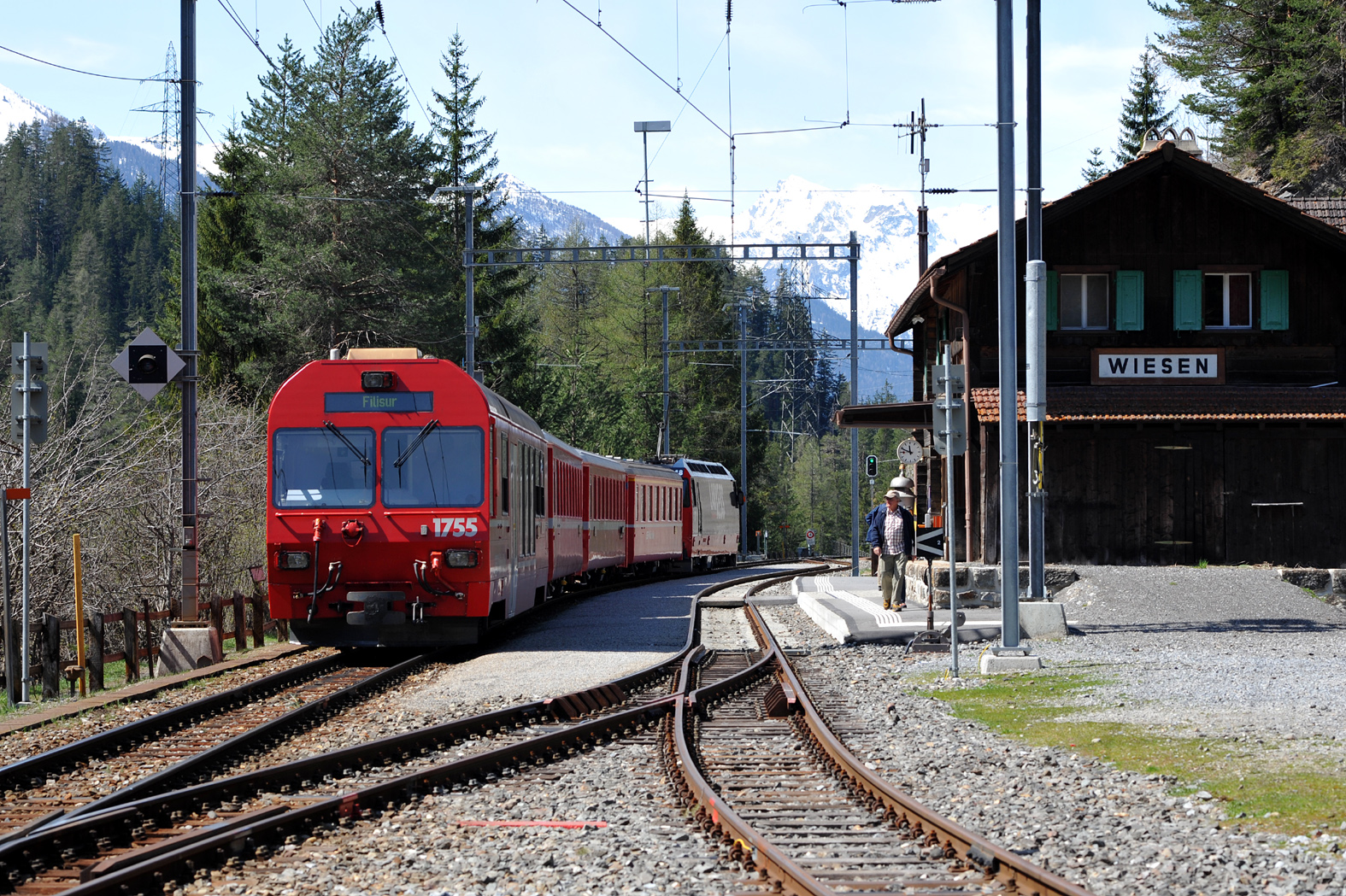
編成端にBDt 1751-1758形制御客車を連結したプッシュプル式のシャトルトレインを牽引するGe4/4III形、ウィーセン駅、2009年
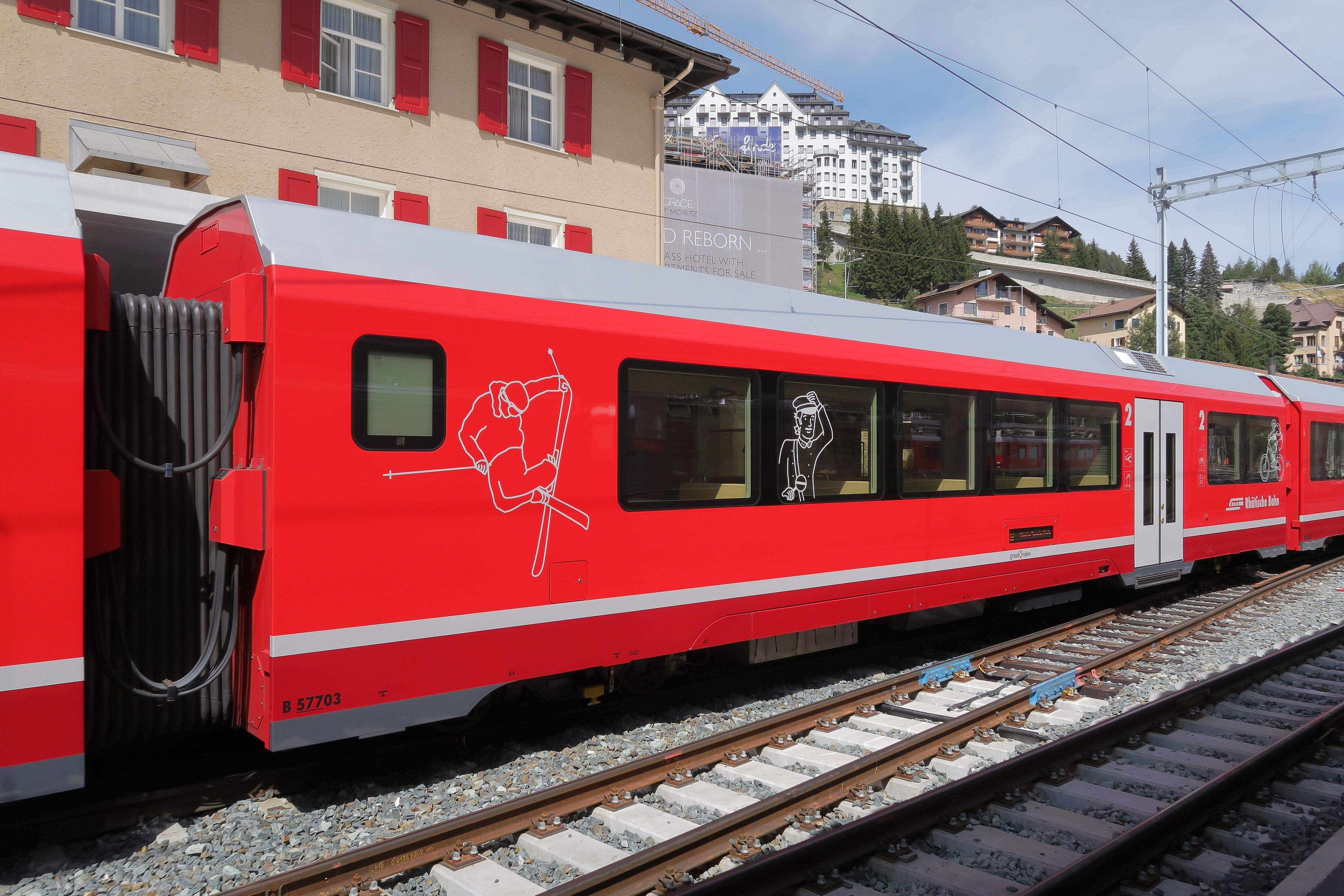
2016年より導入されたアルブラ専用の固定編成客車であるABi 5701-5706形、サンモリッツ駅、2017年
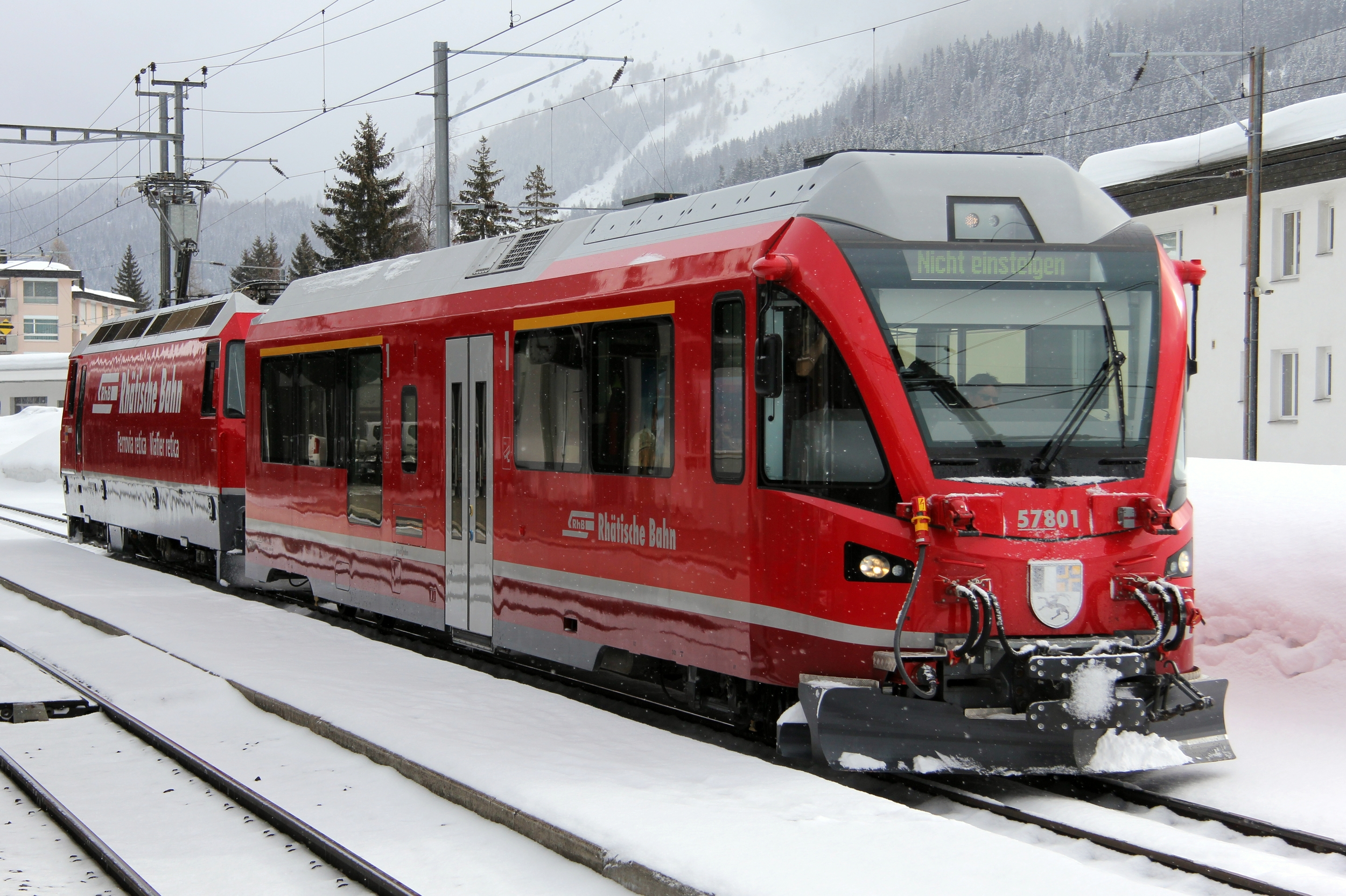
ABi 5701-5706形は2018年から編成端に制御客車を連結したプッシュプル式で運行されている、更新後のGe4/4III 647号機と制御客車のAt 578 01号車による試運転列車、ダボス・ドルフ駅、2018年
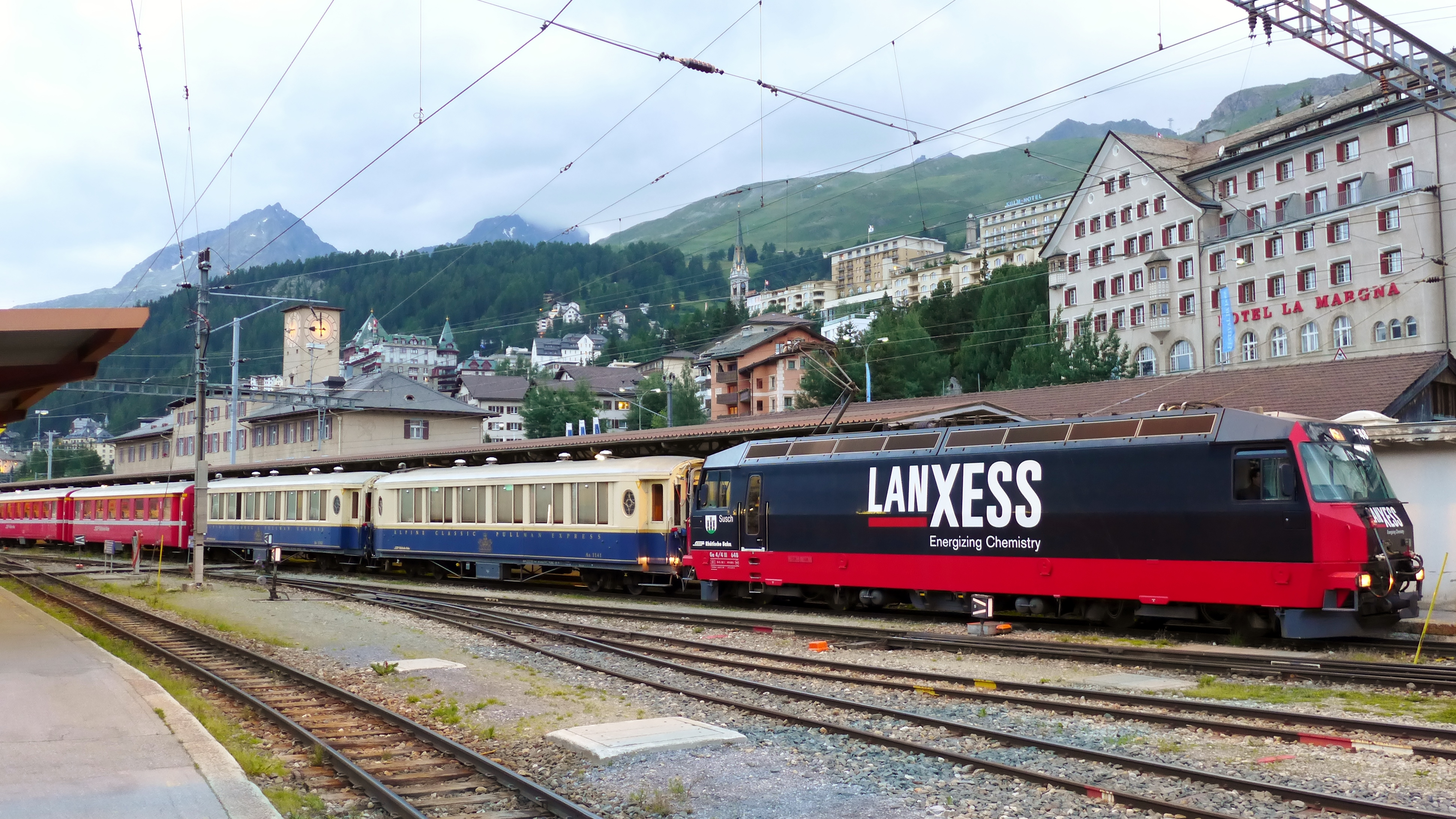
Ge4/4III 648号機がAs 1141-1144形サロン車2両を併結した旅客列車を牽引、サンモリッツ駅、2014年

## 同形機
同形機としてモルジュ-ビエール-コソネイ地域交通のGe4/4形とモントルー・オーベルラン・ベルノワ鉄道のGe4/4形が、準同形機としてアッペンツェル鉄道のGe4/4形がある。

### モルジュ-ビエール-コソネイ地域交通Ge4/4形

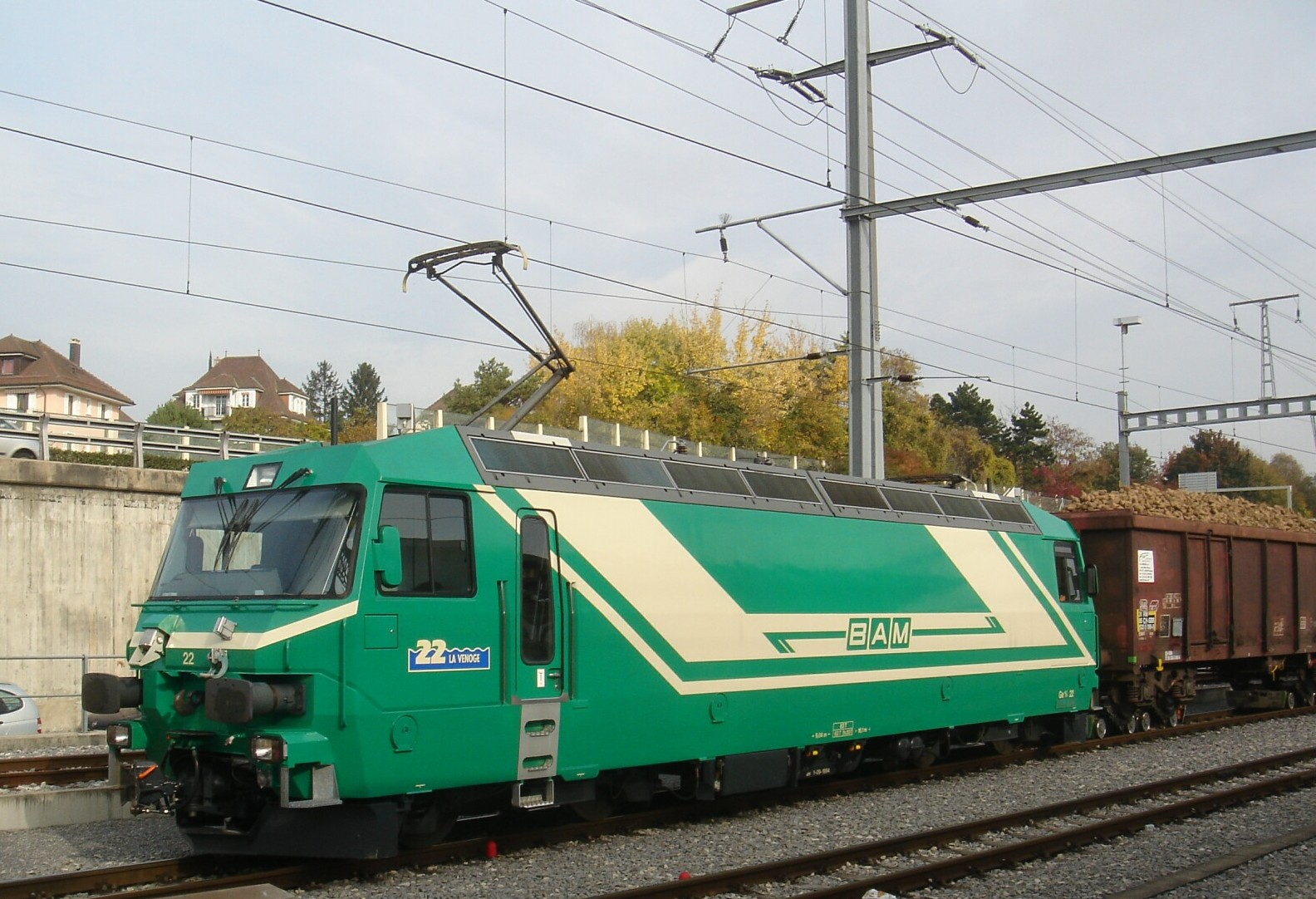
モルジュ-ビエール-コソネイ地域交通のGe4/4 22号機、ロールボックに積載した標準軌貨車による貨物列車を牽引

- モルジュ-ビエール-コソネイ地域交通の前身であるビエール-アプル-モルジュ鉄道[注釈 45]が1990年に発注したGe4/4形21-22号機は1993年に製造されたもので、電気方式がスイス国鉄と同じAC15kV16.7Hz、ブレーキ方式は列車用も空気ブレーキのみを装備である、ギヤ比が6.44で最高速度が75 km/hである、連結器が+GF+式連結器と標準軌貨車牽引用のねじ式連結器の2種を装備しているなどの差異がある。
- モルジュ-ビエール-コソネイ地域交通ではスイス国鉄に直通するロールボックに積載した標準軌の貨車による貨物列車およびビエールのスイス陸軍基地から有事の際に部隊を全国展開するための軍用列車を運行しており、本機はこれを牽引できるようレール面上1370 mmの位置にスイス国鉄仕様のねじ式連結器とバッファが取付けられ、台枠もこの部分まで嵩上げされているほか、通常の旅客列車牽引にも使用されている。塗装は黄緑色をベースに白で帯とBAMのロゴが入っている。

### モントルー・オーベルラン・ベルノワ鉄道Ge4/4形

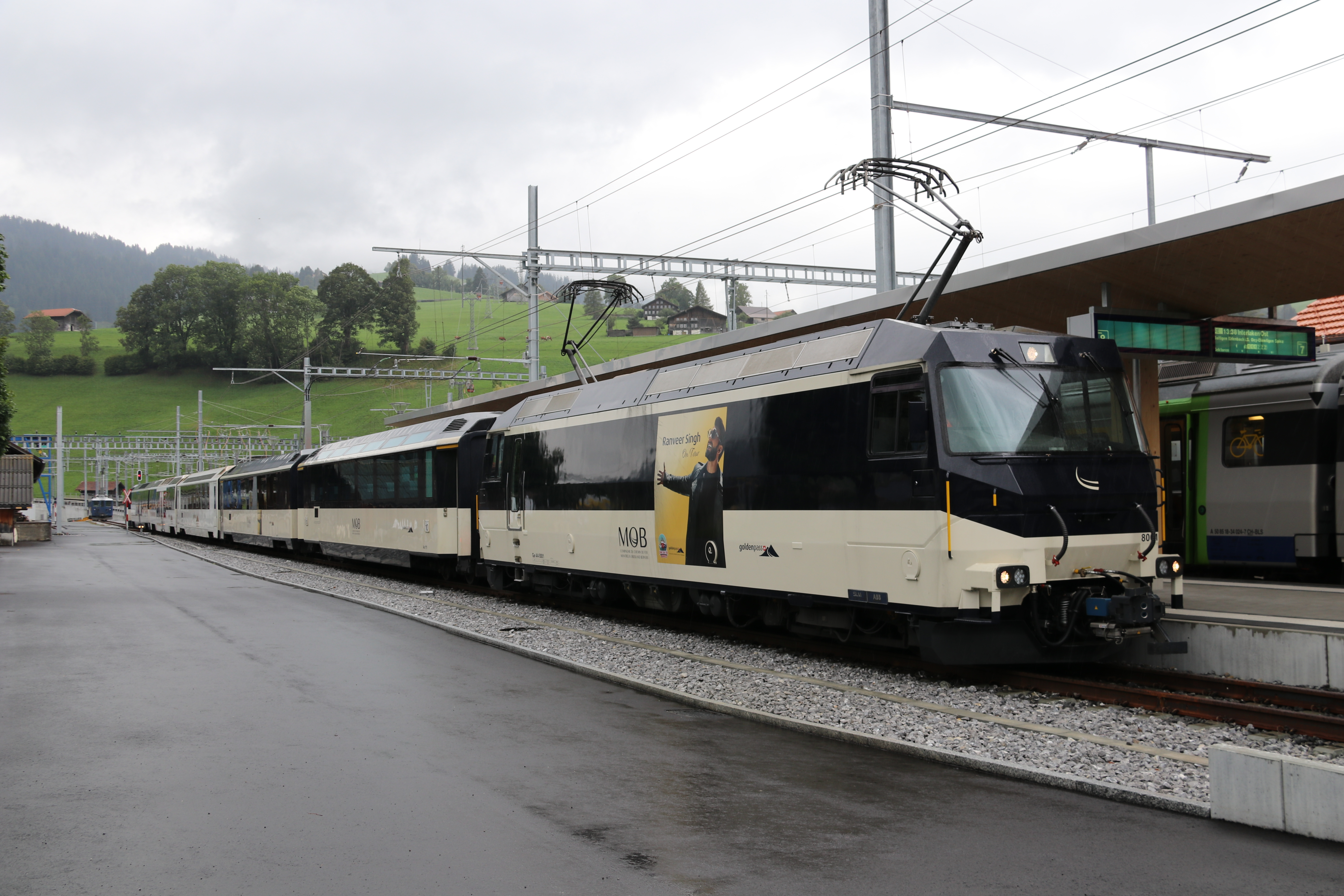
モントルー・オーベルラン・ベルノワ鉄道のGe4/4 8001号機、更新改造後

- モントルー・オーベルラン・ベルノワ鉄道のGe4/4形8001-8004号機は1995年にGDe4/4形電気機関車に続いて製造されたもので、電気方式がDC900 Vであり、集電容量が3000 Aに制限される関係で出力が2000 kWとなっているほか、主変換装置のインバータ部が1基で主電動機1台を制御している、電磁吸着ブレーキを装備するなど一部機器類が異なり、ギヤ比はレーティッシュ鉄道の機体とおなじ6.136で最高速度はこのシリーズの機関車本来の性能である120 km/hとされている。
- 製造当時の計画では、将来のツヴァイジンメンからBLS AGのインターラーケンまでの乗入れ[注釈 46]に備えてAC15kV16.7Hzとの2電源化が考慮されており、屋根上に交流用のパンタグラフおよび主開閉器の設置準備が、機器室内の主変換装置にコンバータ部の搭載準備がなされ、床下の主変圧器も筐体は搭載済みであるなどの交流機器の準備がされ、交流区間走行時にはレーティッシュ鉄道のGe4/4III形と同性能となる予定であった。
- そのほか、ブレーキ装置に電磁吸着ブレーキが追加されている、直流用のパンタグラフを搭載、最高速度が120km/hであるなどの差異がある。また、ロールボック牽引用に台枠はモルジュ-ビエール-コソネイ地域交通の機体と同じく前部で嵩上げされているが、本機では専用のアダプターを使用しての牽引となるため、連結器は設置されていない。
- Ge4/4 8001、8004号機は2017年に連結器や前照灯の交換、機器類の更新などの更新改造を実施している。なお、残るGe4/4 8002、8003号機はレーティッシュ鉄道で運行される予定となっている。

### アッペンツェル鉄道Ge4/4形

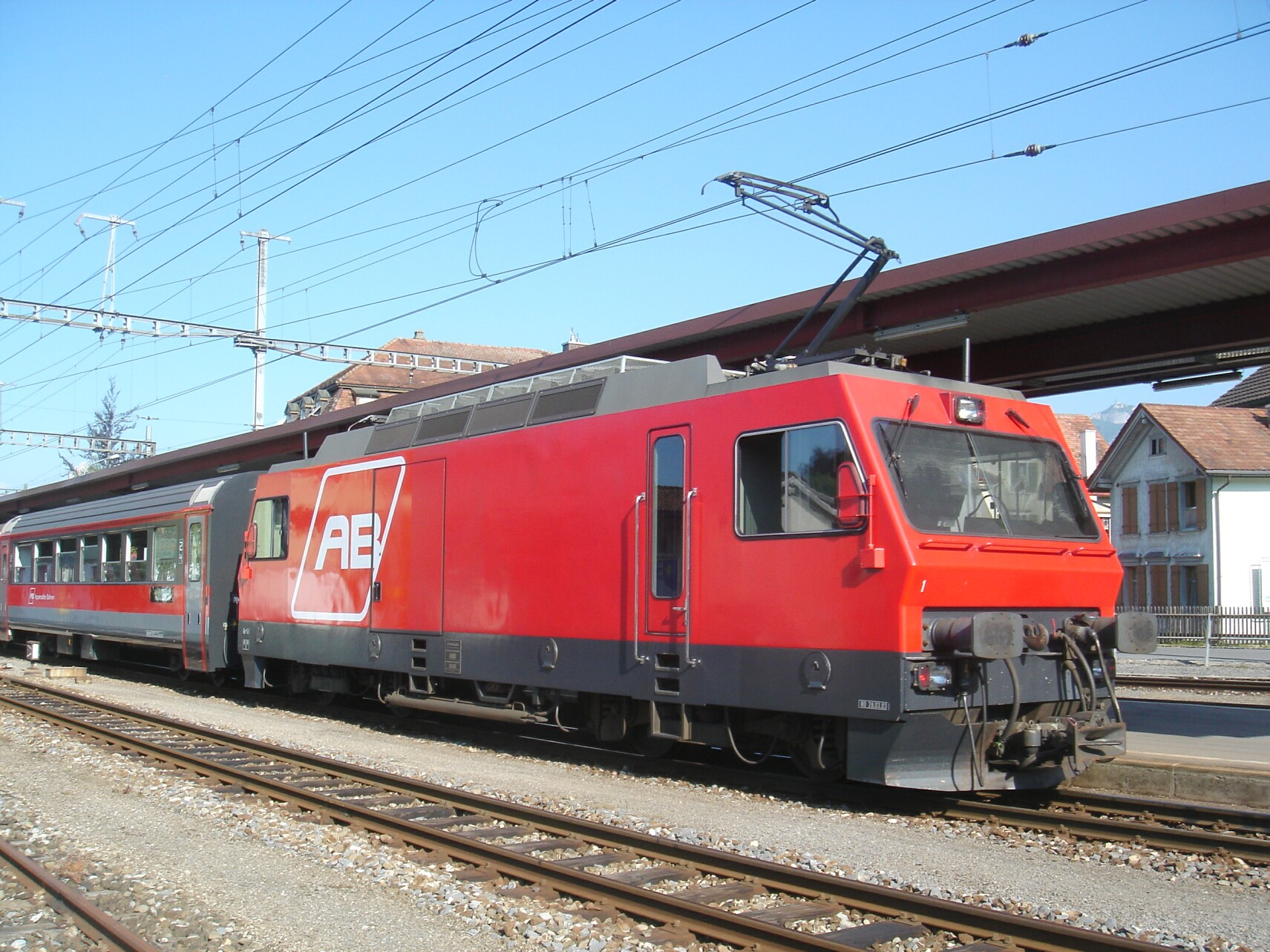
アッペンツェル鉄道Ge4/4 1号機

- アッペンツェル鉄道のGe4/4形1号機は1994年に製造された、レーティッシュ鉄道のGe4/4III形やモルジュ-ビエール-コソネイ地域交通のGe4/4形をベースに小型化した機体で、電機部分、主電動機はABBが、台車はSLMが同様に製造しているが、車体はシュタッドラー[注釈 47]が製造しており、形態は大きく異なる。
- 車体は全長14850mmと短縮され、車体中央には幅1200 mmの扉を持つ面積5 m2荷物室が設置され、車体前後にはモルジュ-ビエール-コソネイ地域交通の機体と同じく+GF+式連結器とロールボック積載貨車の牽引用のスイス国鉄仕様のねじ式連結器とバッファが取付けられていたが、アッペンツェル鉄道でのロールボックの運用が終了したため、2010年にねじ式とバッファは撤去されている。
- 台車はベースとなった機体と同一で、ギヤ比はモルジュ-ビエール-コソネイ地域交通の機体と同じ6.44となっているほか、電気方式は直流1500 Vで、出力は設計上は1500 kWが可能であるが1000 kWに制限して使用され、37パーミルの勾配で200 tを35-40 km/hで牽引可能な性能を持つ。塗装は赤をベースに車体裾部と床下機器がダークグレー、屋根と屋根上機器がグレーであり、機体側面にABをデザインしたマークが入る。